# Montbrehain
Montbrehain est une commune française située dans le département de l'Aisne, en région Hauts-de-France.

## Géographie

### Communes limitrophes
|           | Beaurevoir      | Prémont            |
| Ramicourt | Montbrehain     | Brancourt-le-Grand |
| Sequehart | Fontaine-Uterte | Fresnoy-le-Grand   |

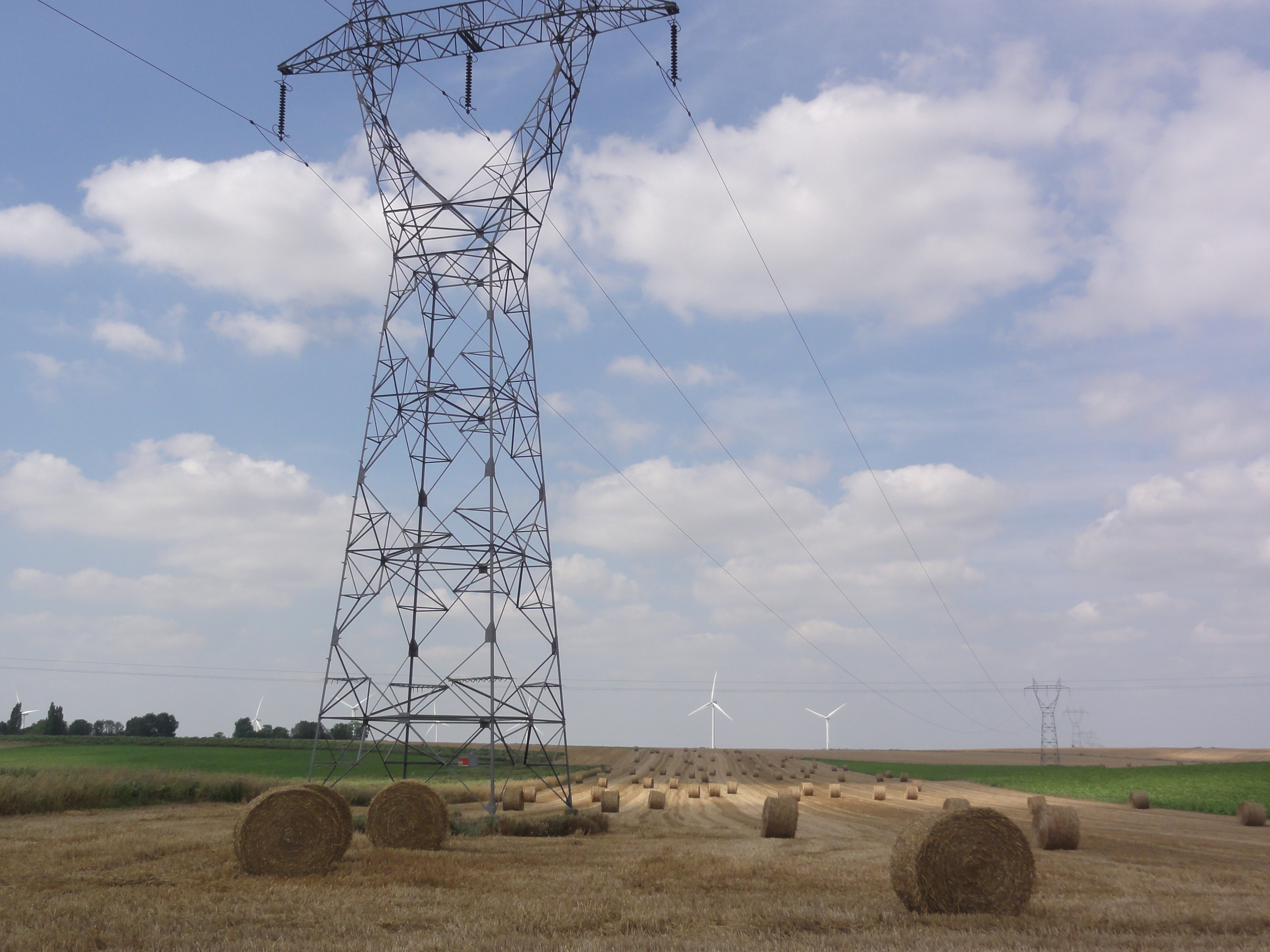
Paysage avec pylônes électriques et éoliennes.
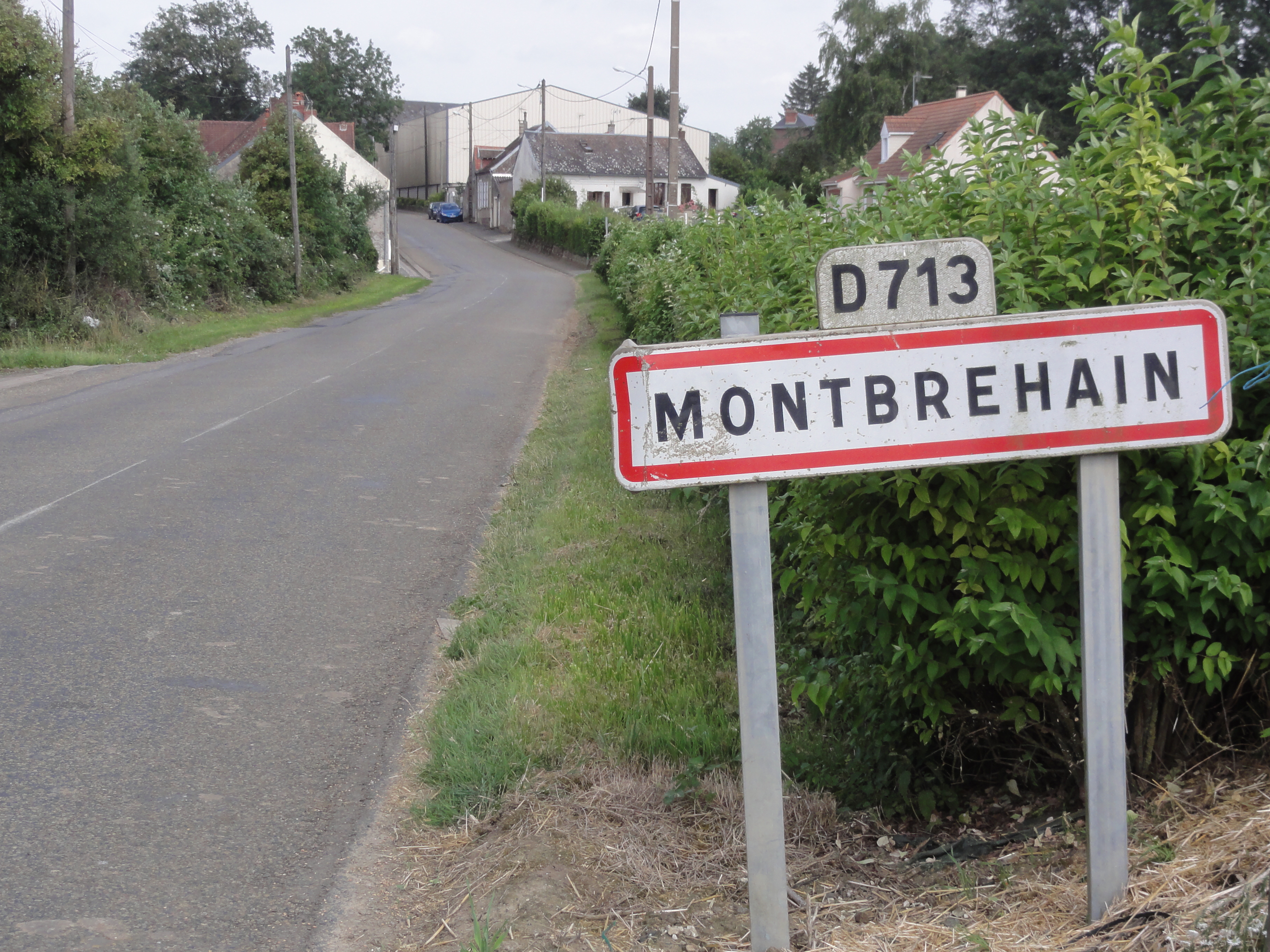
Entrée du village.

### Hydrographie
La commune est située dans le bassin Artois-Picardie. Elle n'est drainée par aucun cours d'eau.

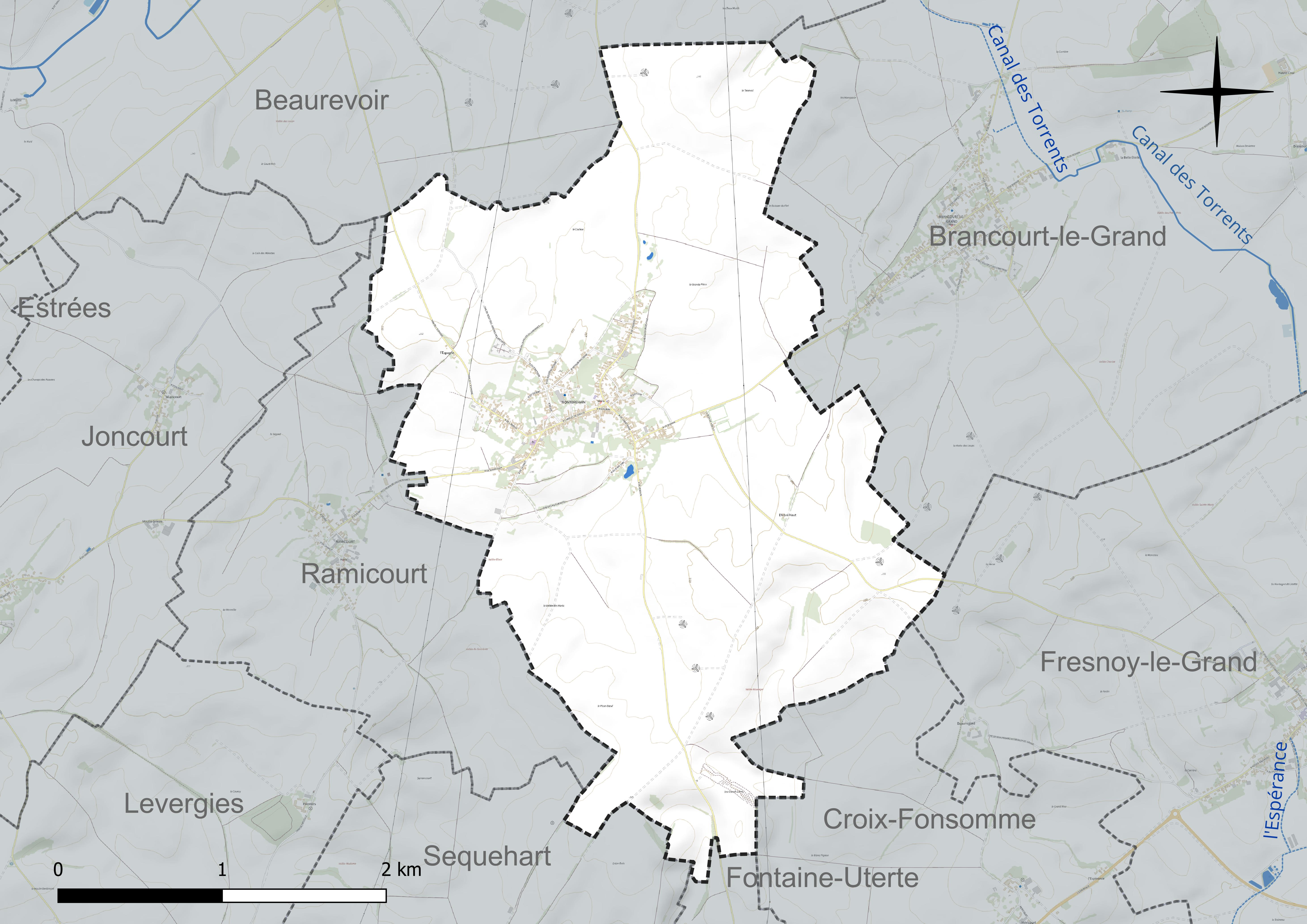
Réseau hydrographique de Montbrehain.

### Climat
Pour des articles plus généraux, voir Climat des Hauts-de-France et Climat de l'Aisne.
En 2010, le climat de la commune est de type climat océanique dégradé des plaines du Centre et du Nord, selon une étude du CNRS s'appuyant sur une série de données couvrant la période 1971-2000. En 2020, Météo-France publie une typologie des climats de la France métropolitaine dans laquelle la commune est dans une zone de transition entre le climat océanique et le climat océanique altéré et est dans la région climatique Nord-est du bassin Parisien, caractérisée par un ensoleillement médiocre, une pluviométrie moyenne régulièrement répartie au cours de l'année et un hiver froid (3 °C).
Pour la période 1971-2000, la température annuelle moyenne est de 10 °C, avec une amplitude thermique annuelle de 14,6 °C. Le cumul annuel moyen de précipitations est de 774 mm, avec 12,2 jours de précipitations en janvier et 9,3 jours en juillet. Pour la période 1991-2020, la température moyenne annuelle observée sur la station météorologique la plus proche, située sur la commune d'Épehy à 16 km à vol d'oiseau, est de 10,6 °C et le cumul annuel moyen de précipitations est de 752,8 mm,. Pour l'avenir, les paramètres climatiques de la commune estimés pour 2050 selon différents scénarios d'émission de gaz à effet de serre sont consultables sur un site dédié publié par Météo-France en novembre 2022.

## Urbanisme

### Typologie
Au 1er janvier 2024, Montbrehain est catégorisée bourg rural, selon la nouvelle grille communale de densité à 7 niveaux définie par l'Insee en 2022.
Elle est située hors unité urbaine. Par ailleurs la commune fait partie de l'aire d'attraction de Saint-Quentin, dont elle est une commune de la couronne,. Cette aire, qui regroupe 120 communes, est catégorisée dans les aires de 50 000 à moins de 200 000 habitants,.

### Occupation des sols
L'occupation des sols de la commune, telle qu'elle ressort de la base de données européenne d'occupation biophysique des sols Corine Land Cover (CLC), est marquée par l'importance des territoires agricoles (92,9 % en 2018), en diminution par rapport à 1990 (95,9 %). La répartition détaillée en 2018 est la suivante : 
terres arables (89,9 %), zones urbanisées (7,1 %), prairies (2,9 %).
L'évolution de l'occupation des sols de la commune et de ses infrastructures peut être observée sur les différentes représentations cartographiques du territoire : la carte de Cassini (XVIIIe siècle), la carte d'état-major (1820-1866) et les cartes ou photos aériennes de l'IGN pour la période actuelle (1950 à aujourd'hui).

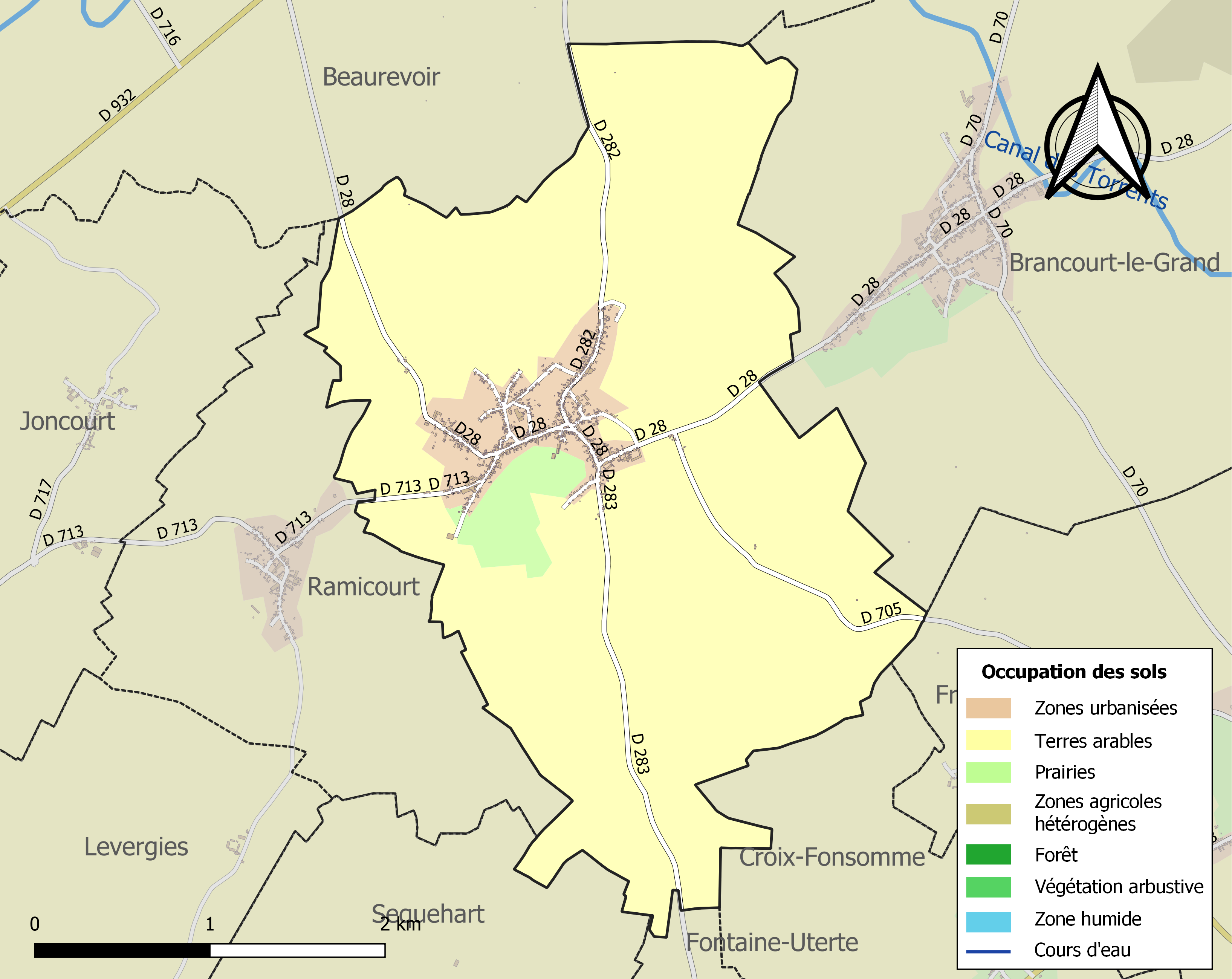
Carte de l'occupation des sols de la commune en 2018 (CLC).

## Toponymie
Le village apparaît pour la première fois en 1151 sous le nom de Montbrahain dans un cartulaire de l'abbaye d'Homblières, puis In territorio de Montbrehaing[Quand ?], Monbrehaing[Quand ?], Mombrehaing[Quand ?], Monbrahain[Quand ?], Mombrehains[Quand ?], Monbrehain[Quand ?], Montbrin[Quand ?], Mombrain[Quand ?] et enfin l'orthographe actuelle au XVIIIe siècle sur la carte de Cassini.
Il s'agit d'une formation toponymique médiévale en Mont- au sens d'« élévation, colline », suivi d'un nom de personne vraisemblablement germanique, peut-être *Brada, féminin de Brado.
En Picard, encore aujourd'hui, on dit Montbrin. On trouve au XVIIe siècle, dans certains registres paroissiaux, cette dénomination: "originaire de Montbrin".

## Histoire
|  |

### Carte de Cassini
Bourg de l'ancien Vermandois, autrefois de l'intendance d'Amiens, des bailliage et élection de Saint-Quentin, diocèse de Noyon, aujourd'hui du canton de Bohain, arrondissement de Saint-Quentin, diocèse de Soissons.
Site sans doute détruit en 406 lorsque les Vandales envahirent la Gaule belgique.
Sur la carte de Cassini ci-contre datant du XVIIIe siècle, Montbrehain est une paroisse qui possède un prieuré de femmes.
Un moulin à vent en bois était situé au nord-ouest sur les hauteurs vers Beaurevoir.

### Religion: le protestantisme
En 1691, alors que la France connaît les rigueurs de la révocation de l'édit de Nantes (1685), le village, ainsi que six autres localités environnantes (Hargicourt , Jeancourt, Nauroy, Lempire, Vendelles et Templeux-le-Guérard), voit une partie de ses habitants se convertir au protestantisme à la suite des visites du prédicant itinérant Gardien Givry. Les prédications clandestines ont lieu au lieu-dit la Boîte à Cailloux, vallon isolé situé sur le terroir d'Hesbécourt. Une communauté protestante restera dès lors implantée dans le village. Le temple est aujourd'hui désaffecté.

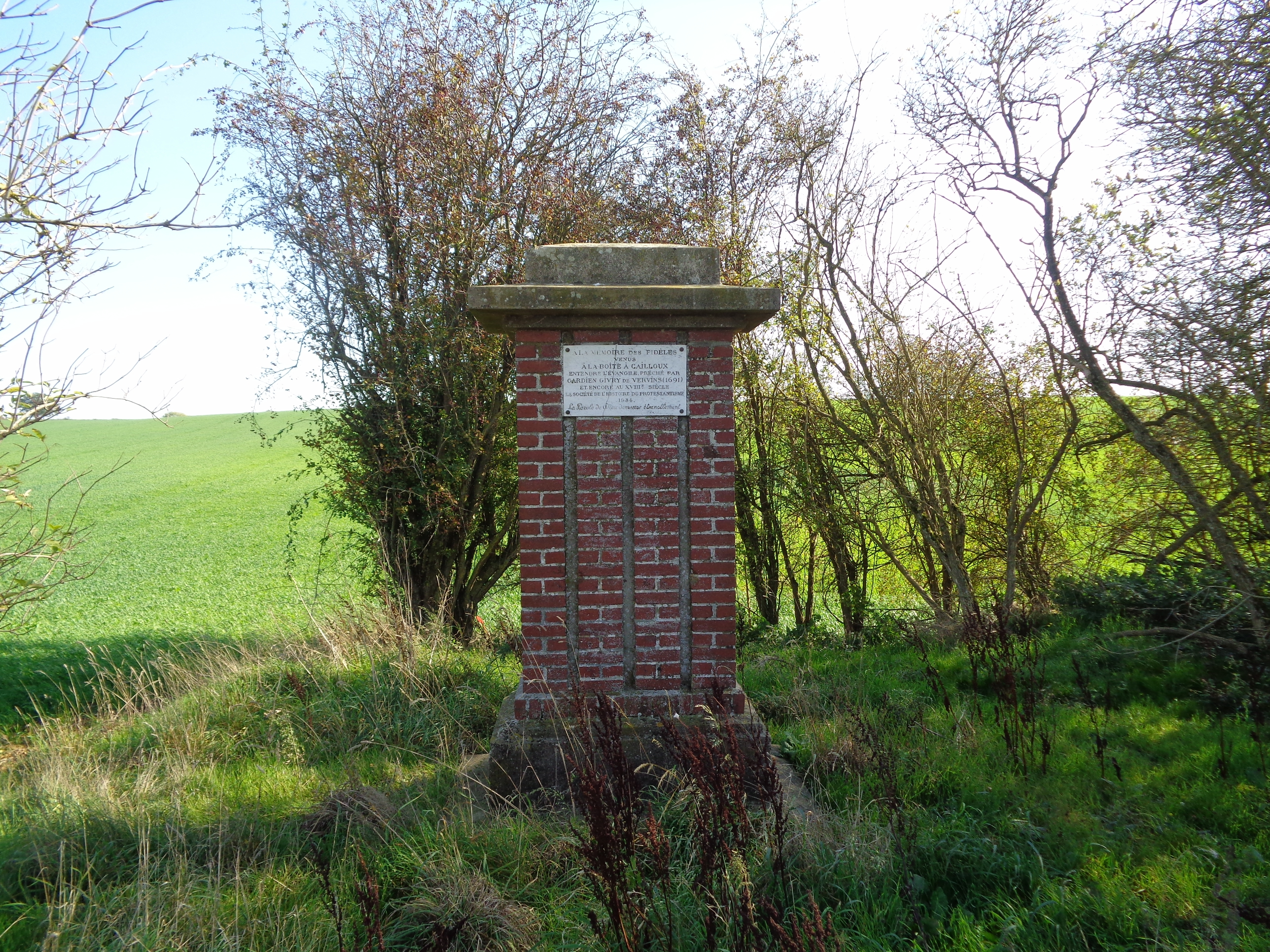
La stèle de la Boîte à Cailloux en 2017.
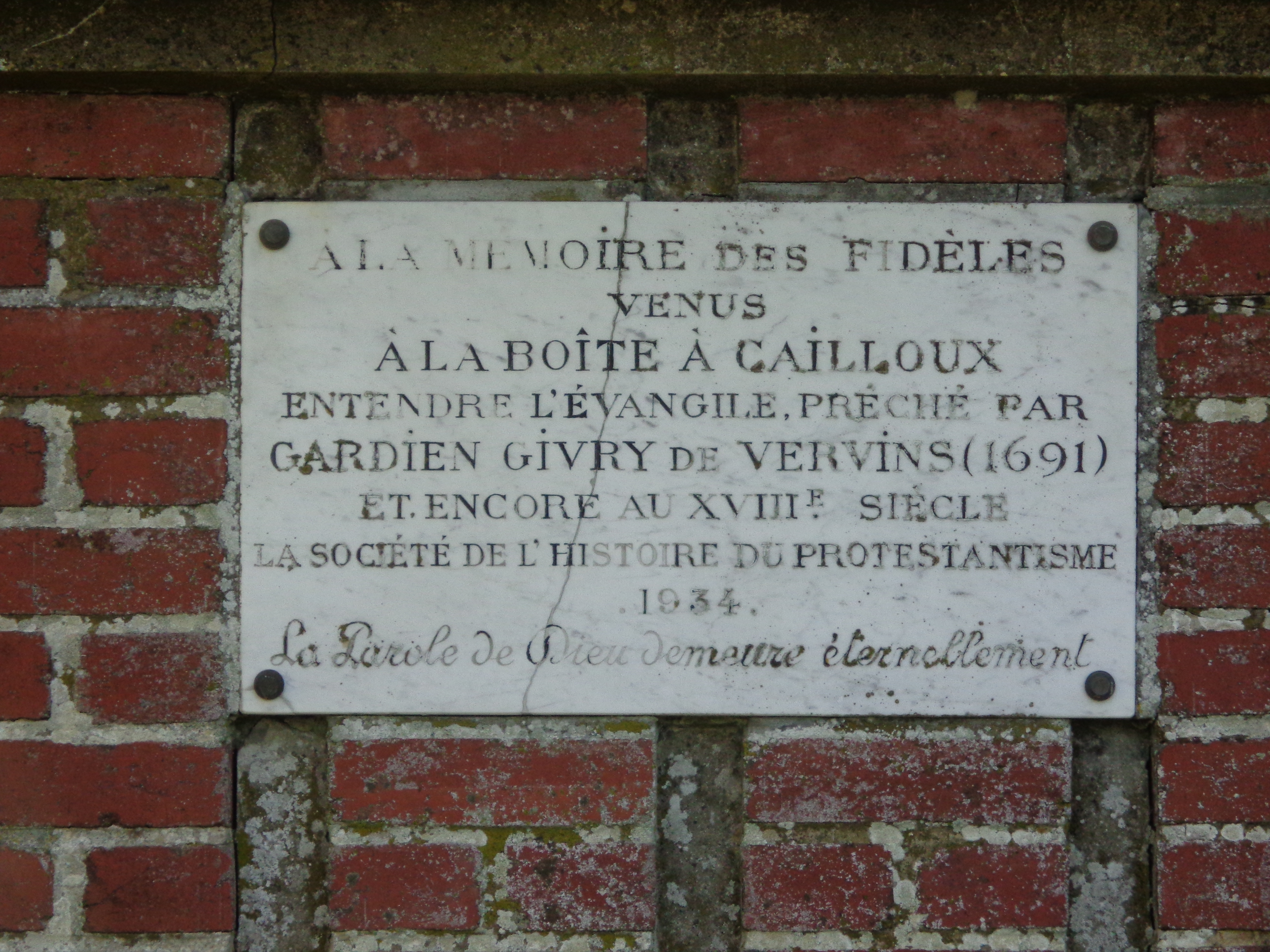
Plaque commémorative sur la stèle.
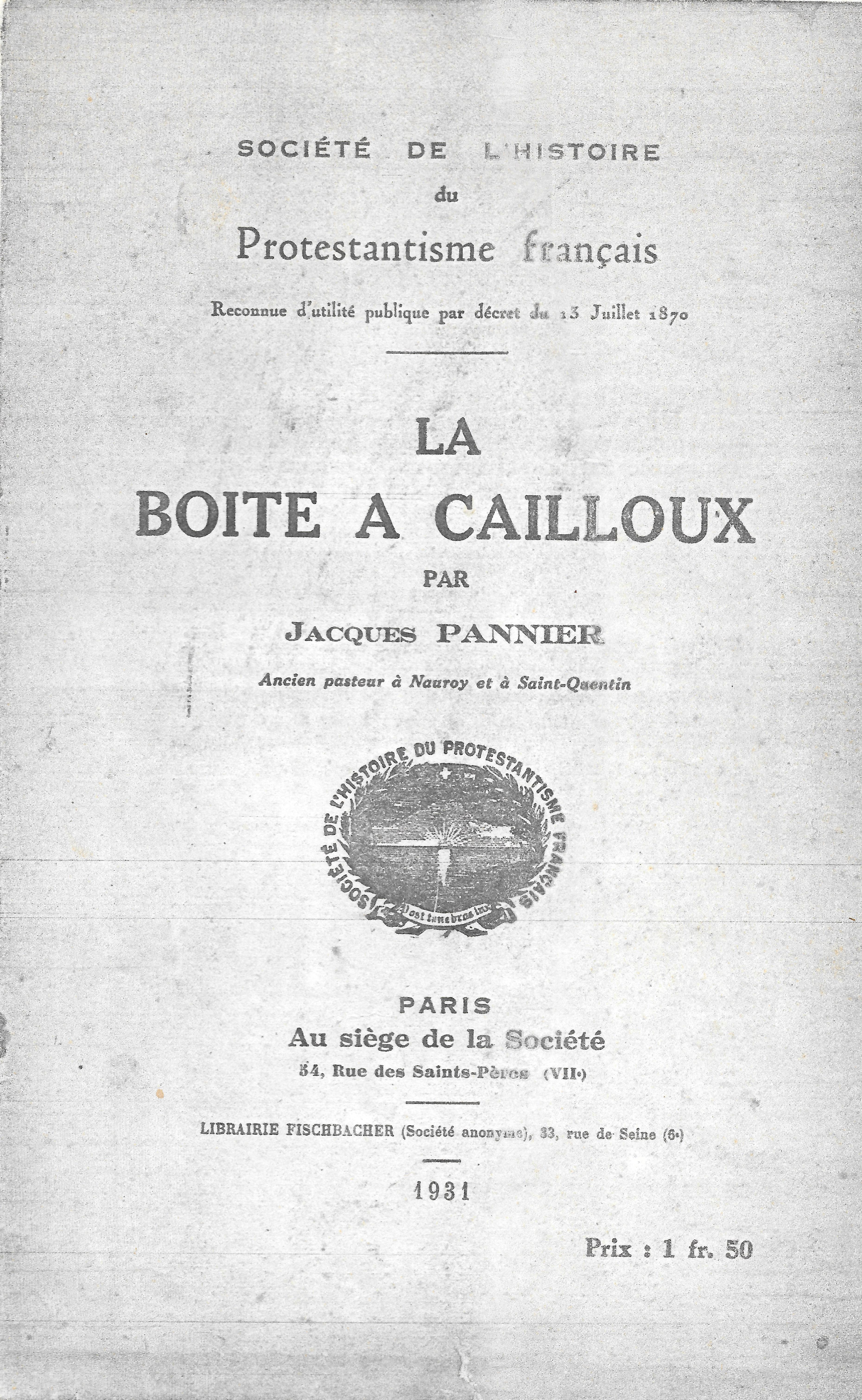
Plaquette éditée en 1931 lors de l'érection de la stèle.
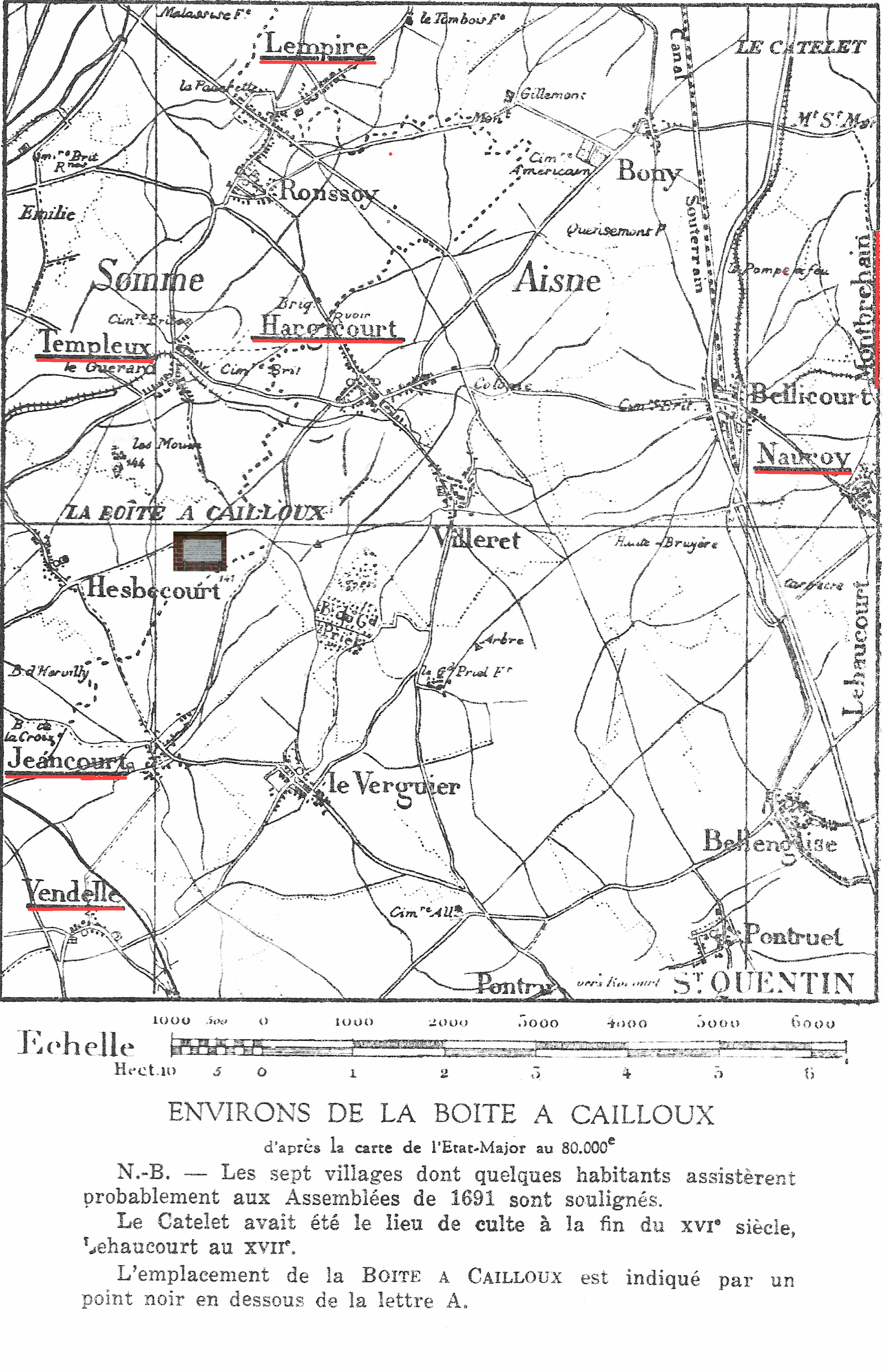
Plan des 7 villages.
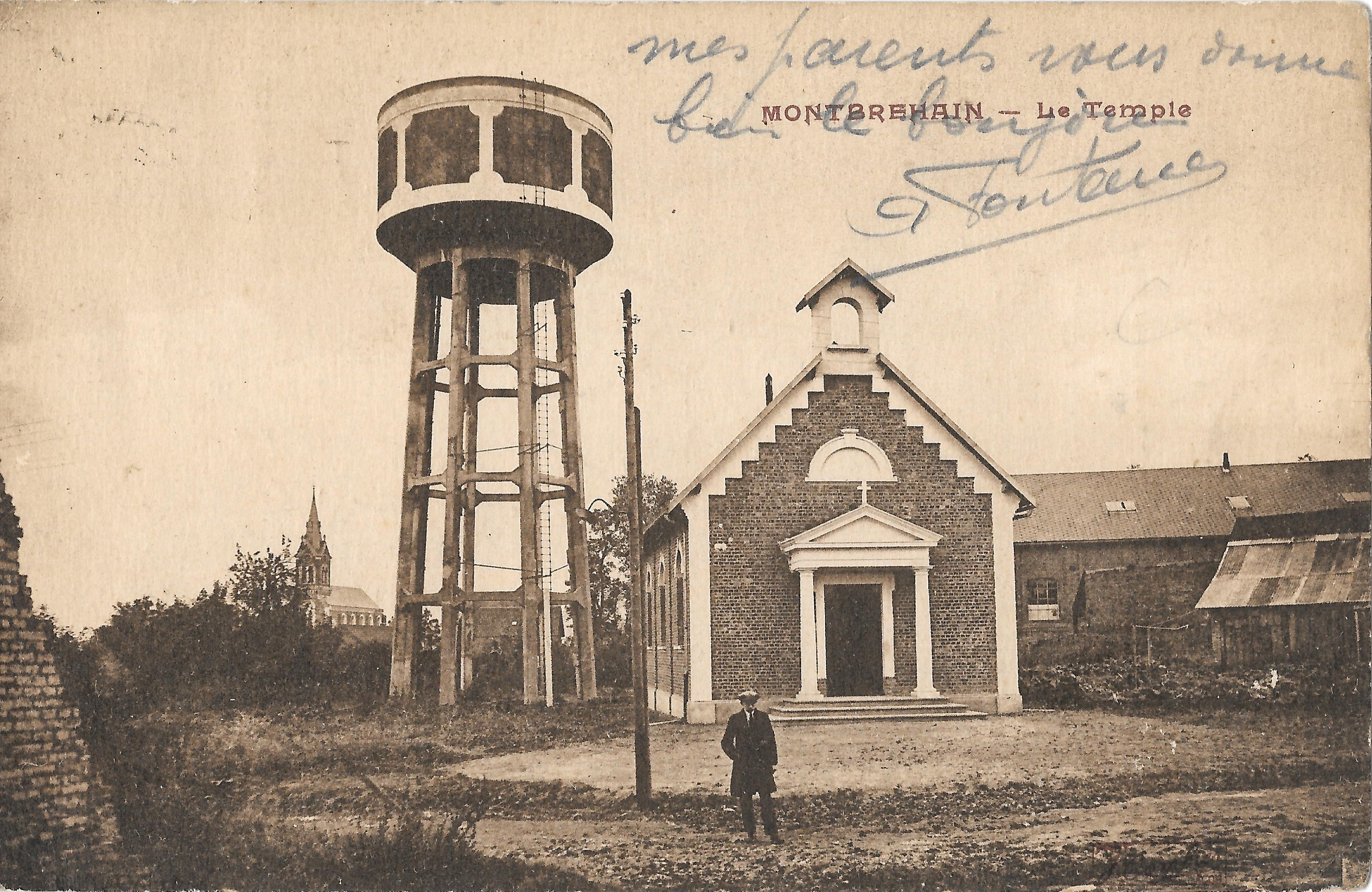
Le temple vers 1930.
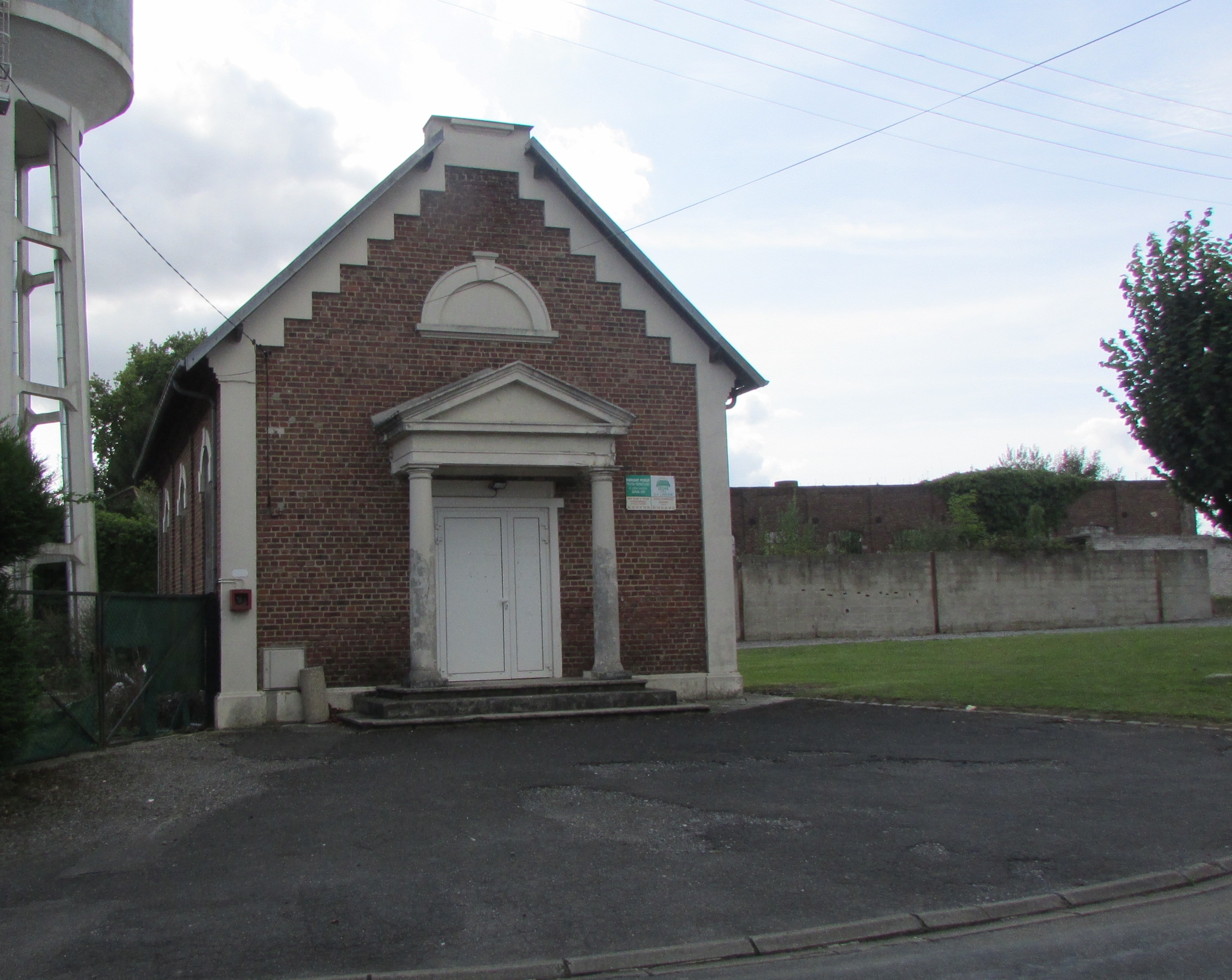
Le temple de nos jours.

### Passé ferroviaire du village
De 1900 à 1951, Montbrehain a possédé une gare située près de l'étang, dans le bas du village  (de nos jours, la gare, magnifiquement rénovée et devenue une habitation, est située rue de Verdun). Elle faisait de la ligne de chemin de fer de Guise au Catelet, ligne à voie métrique réalisée sous le régime des « voies ferrées d'intérêt local » reliant Le Catelet-Gouy à Bohain puis Guise. Elle servait pour le transport du courrier, des marchandises, des betteraves et surtout des habitants et des ouvriers qui se rendaient soit à Bohain, pour travailler dans les usines textiles. À Bohain, les voyageurs pouvaient utiliser la ligne à grande vitesse Paris Erquelinnes. Elle se trouve à environ  6 km de Bohain. Une partie de la voie est transformée en chemin de randonnée dans la direction de Ramicourt.

Après 1945, le trafic décline, du fait de l'essor du transport des marchandises par camion et des voyageurs par autobus. Le département de l'Aisne, propriétaire de la ligne, décide de son déclassement le 1er janvier 1951.

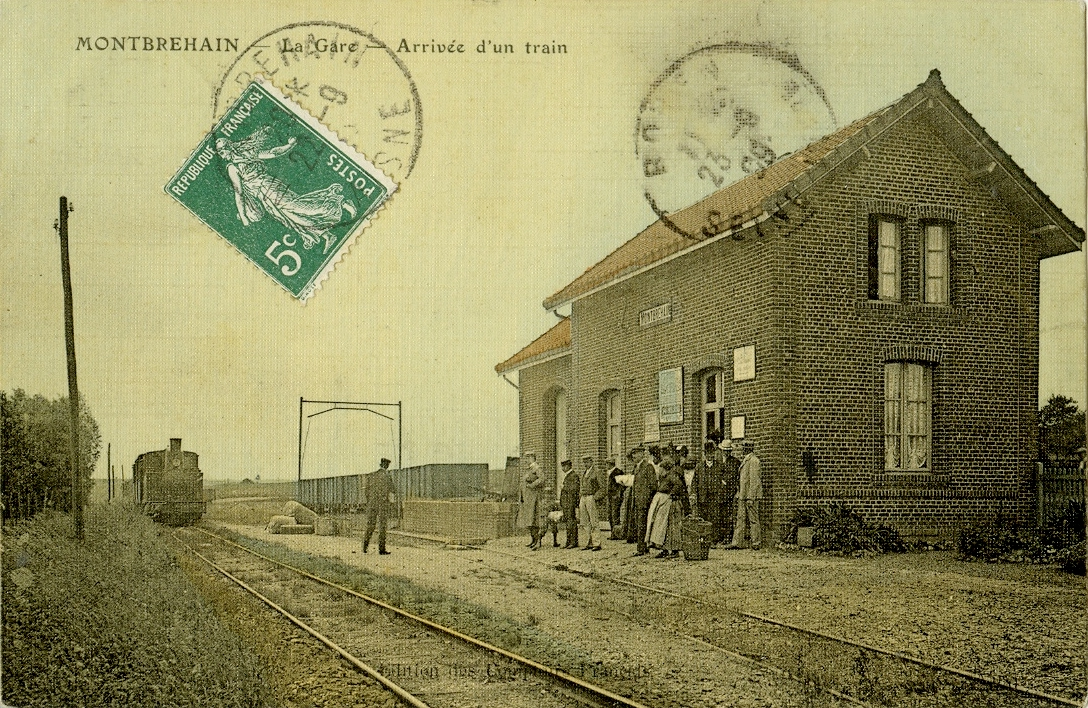
La gare vers 1910 (carte postale).
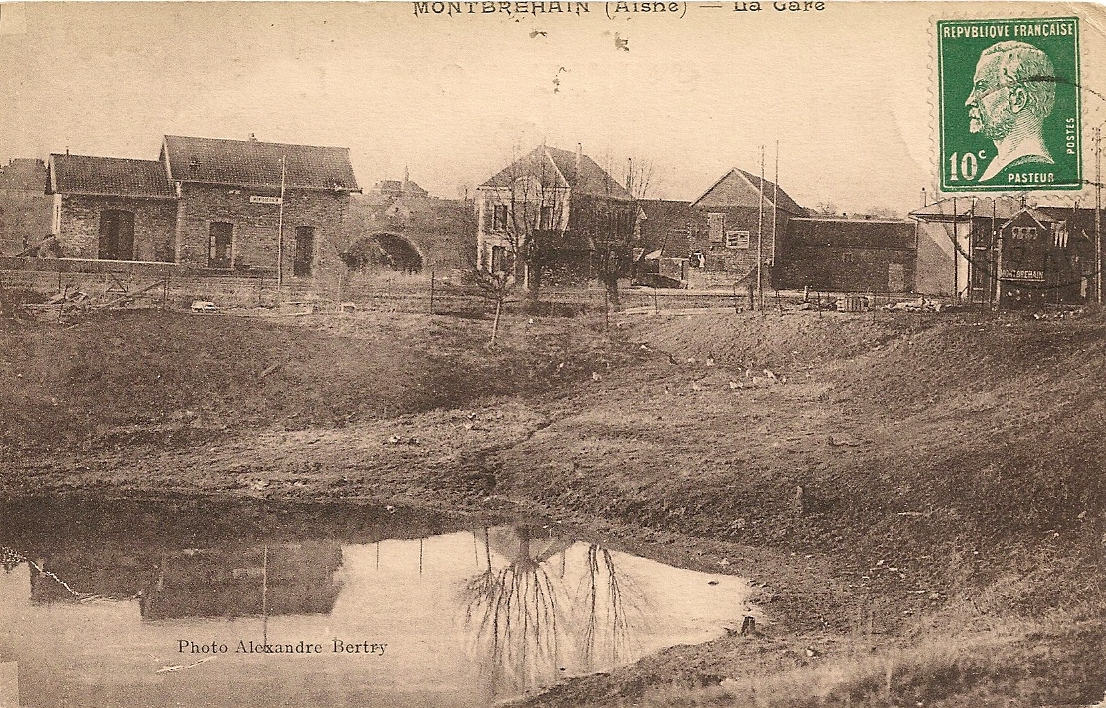
La gare vue de l'étang vers 1925 (carte postale).
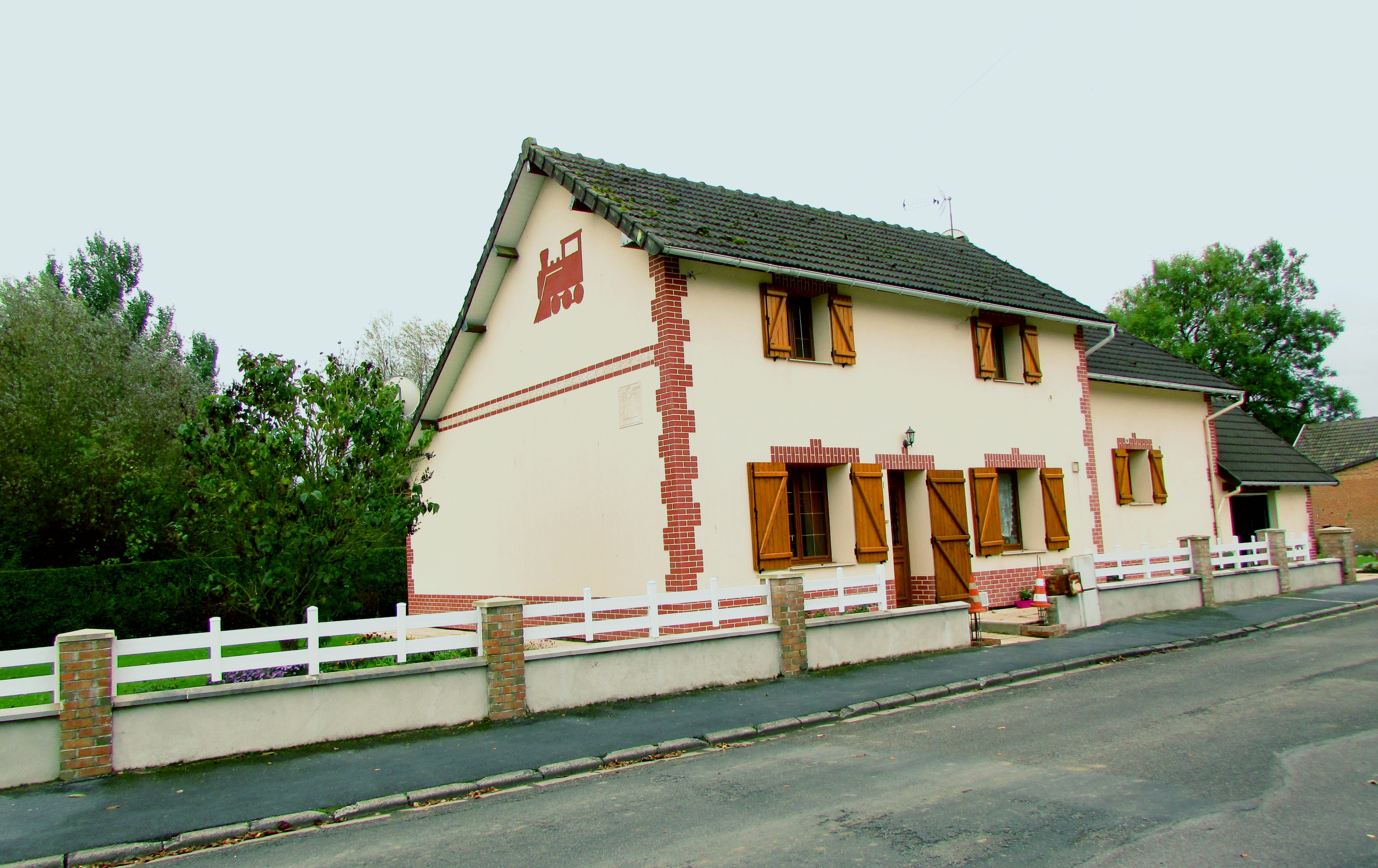
La gare actuelle, devenue habitation.
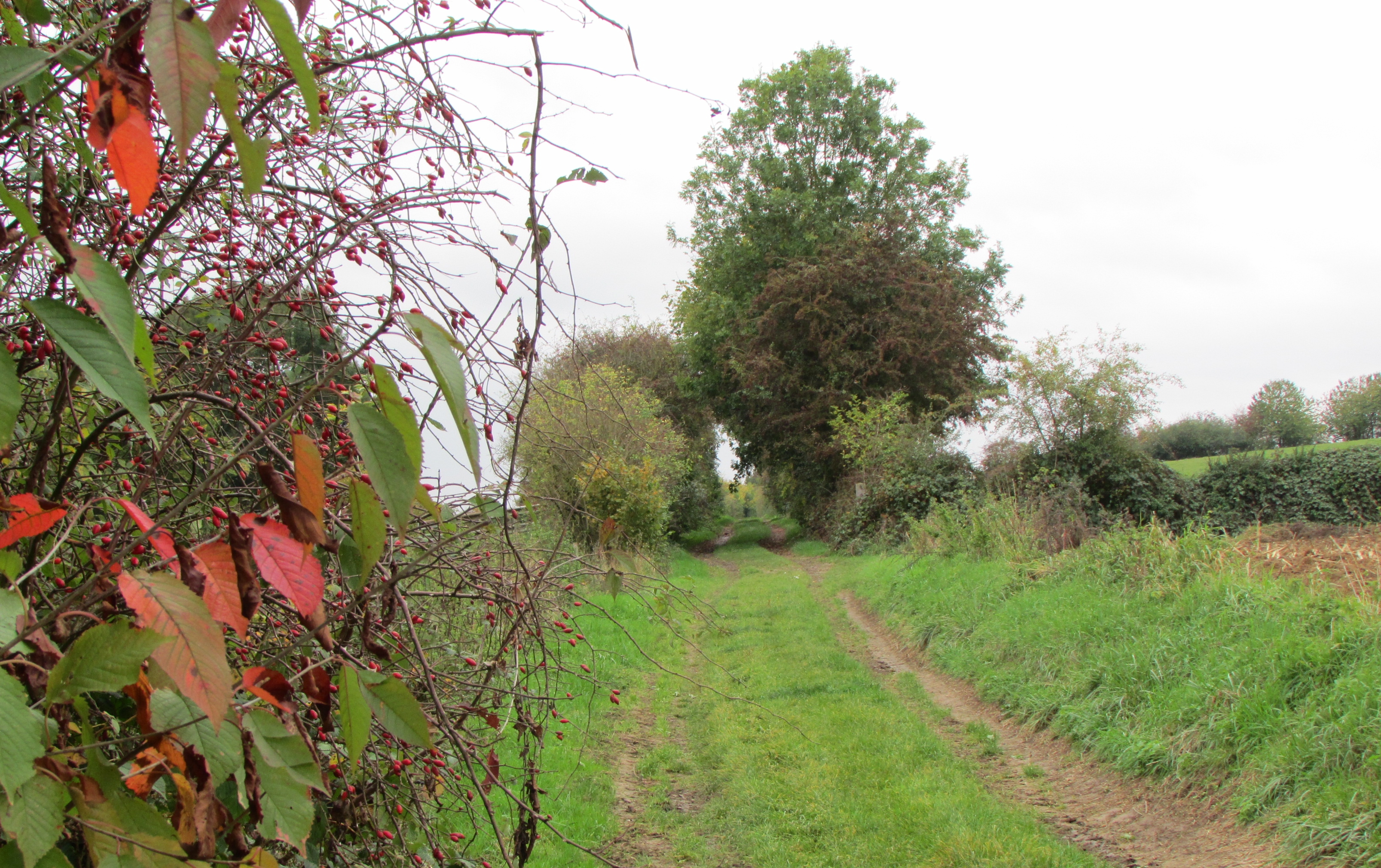
L'ancienne voie transformée en sentier de randonnée.
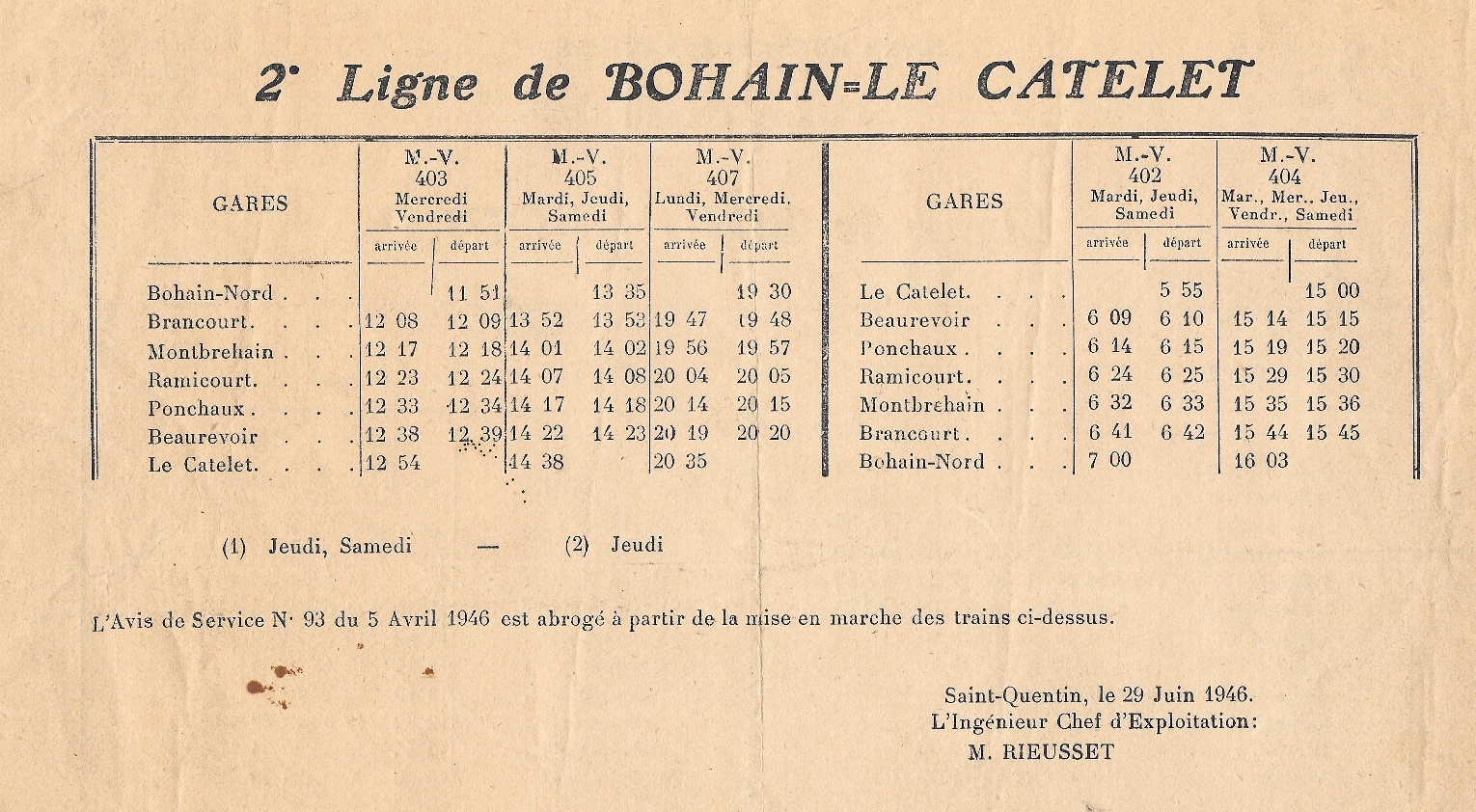
Horaire des trains en 1946.
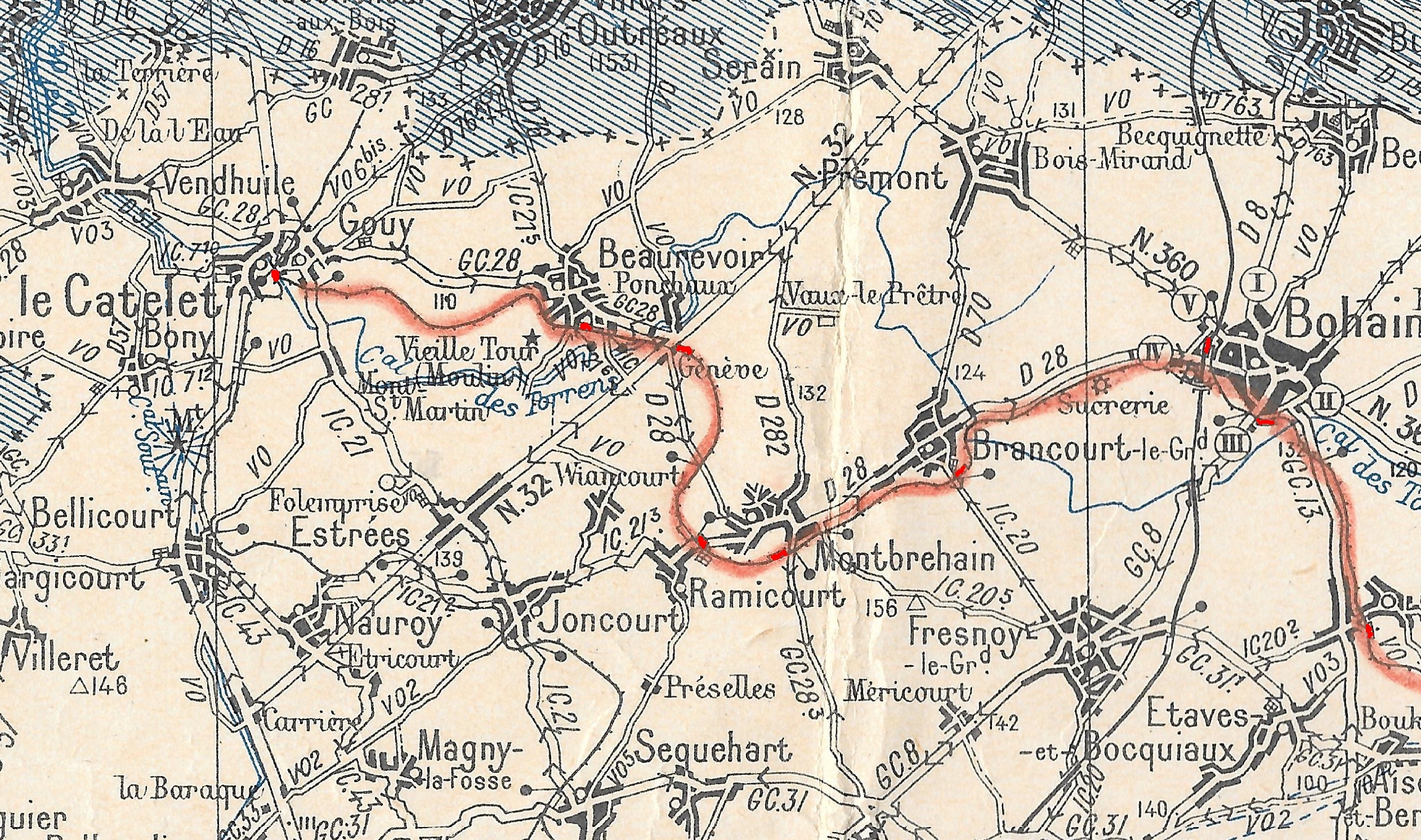
Carte de la ligne Le Catelet – Bohain (les gares sont en rouge).

### La guerre de 1914-1918
Après la bataille des frontières du  7 au 24 août 1914, devant les pertes subies, l'état-major français décide de battre en retraite depuis la Belgique. Dès le 28 août, les Allemands s'emparent du village et poursuivent leur route vers l'ouest. Dès lors commença l'occupation allemande qui dura jusqu'en octobre 1918. Pendant toute cette période Montbrehain restera loin des combats, le front se situant à une quarantaine de kilomètres à l'ouest vers Péronne. Le village servira de base arrière pour l'Armée allemande.

Des arrêtés de la kommandantur obligeaient, à date fixe, sous la responsabilité  du maire et du conseil municipal, sous peine de sanctions, la population à fournir : blé, œufs, lait, viande, légumes, destinés à nourrir les soldats du front. Toutes les personnes valides devaient effectuer des travaux agricoles ou d'entretien.

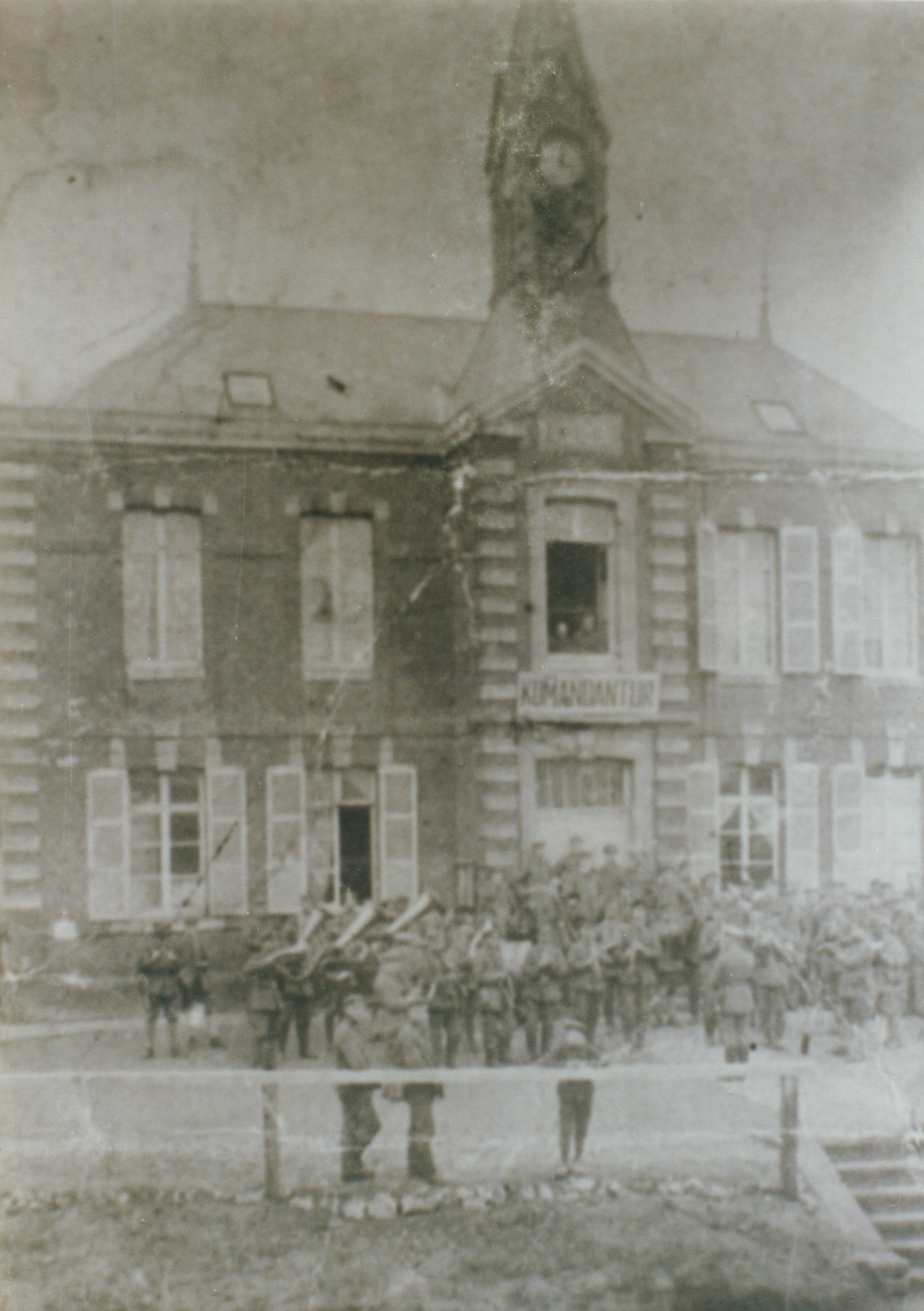
Musique militaire allemande jouant devant la mairie devenue la Kommantur en 1917.
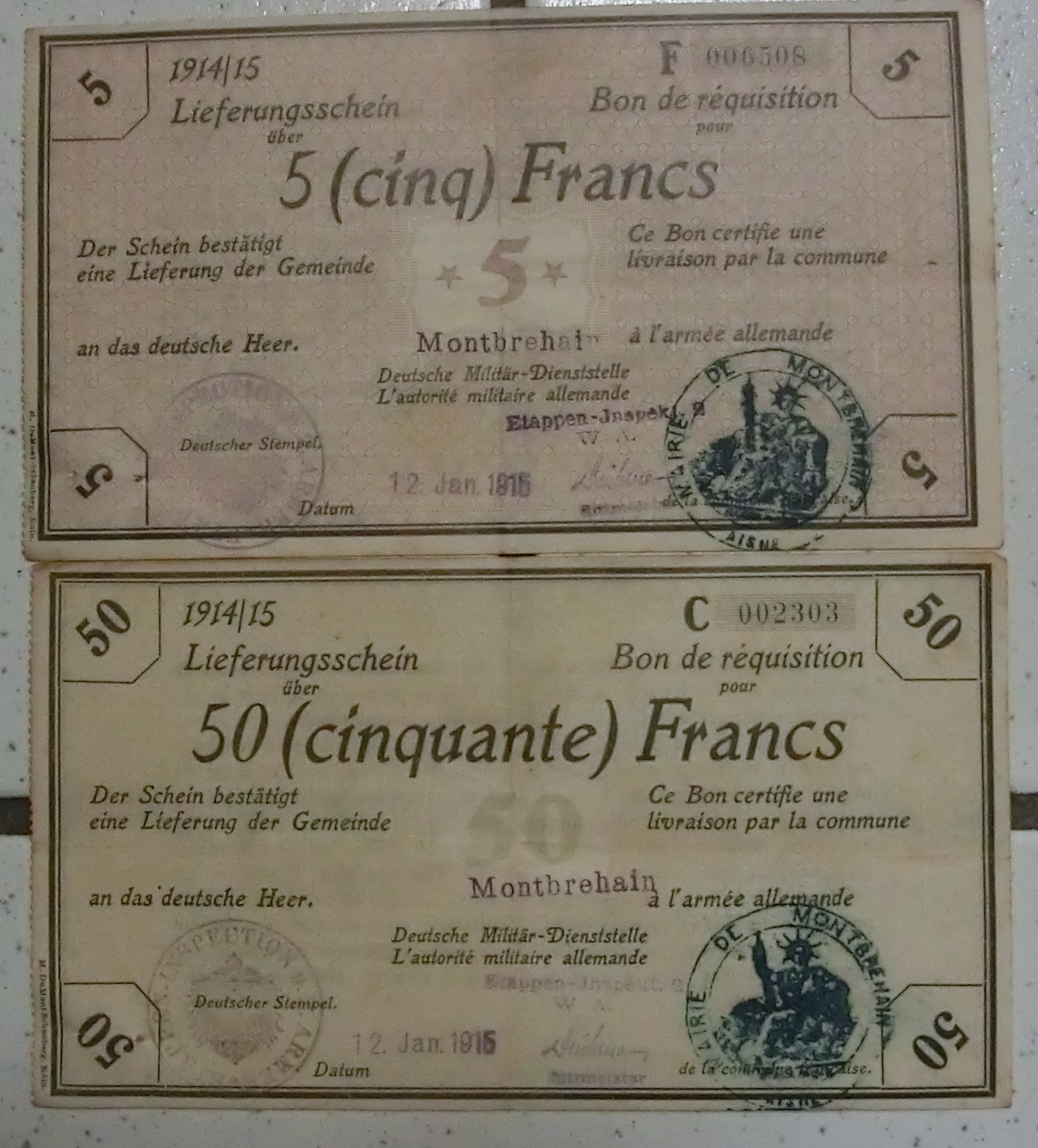
Bons de réquisition émis par les occupants.
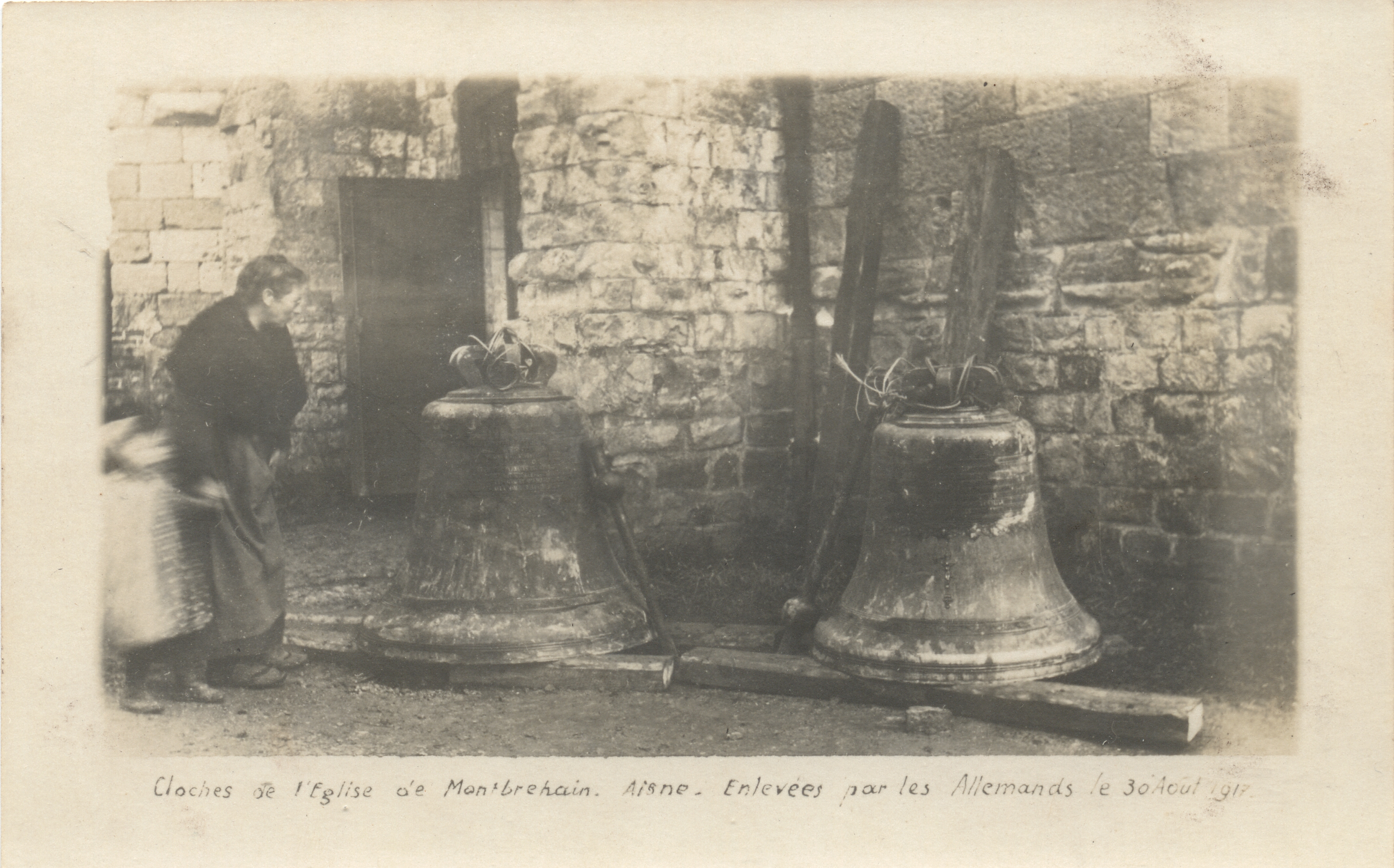
Enlèvement des cloches par les Allemands en août 1917.

En septembre 1918, l'offensive des Alliés sur le front de Péronne porte ses fruits, les Allemands cèdent du terrain peu à peu. Le 3 octobre, venant de Beaurevoir les troupes australiennes se heurtent, à l'armée allemande. Pendant trois jours va se dérouler ce que les Australiens appellent la bataille de Montbrehain : « La dernière action impliquant l'infanterie australienne sur le front occidental pendant la Première Guerre mondiale. Après la rupture de la ligne Hindenburg, l'attaque de Montbrehain, le 5 octobre 1918, représentait une tentative d'enfreindre le système complexe des défenses allemandes basé sur le système de ligne de tranchées de Beaurevoir. Avançant tôt le matin du 5 octobre, la 6e brigade AIF réussit à occuper le village et prit ainsi 400 prisonniers allemands. L'action a réclamé 430 victimes australiennes. Il y avait plus de 500 morts, car le village était tenu par les mitrailleurs allemands, qui se battaient désespérément jusqu'au bout et qui étaient pour la plupart tués par des baïonnettes australiennes, tandis que les chars écrasaient les nids des mitrailleuses. Dans un cas, dans une grande carrière où quarante morts ont été comptés quarante mitrailleuses et soixante prisonniers ont été pris. » (traduction du texte « Battle of Montbrehain » sur le site de l'armée australienne),.

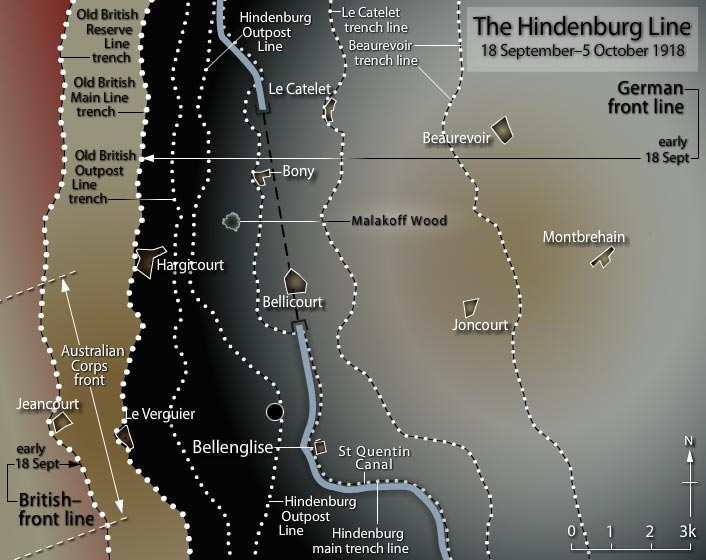
Progression des alliés du 18 septembre au 5 octobre 1918.
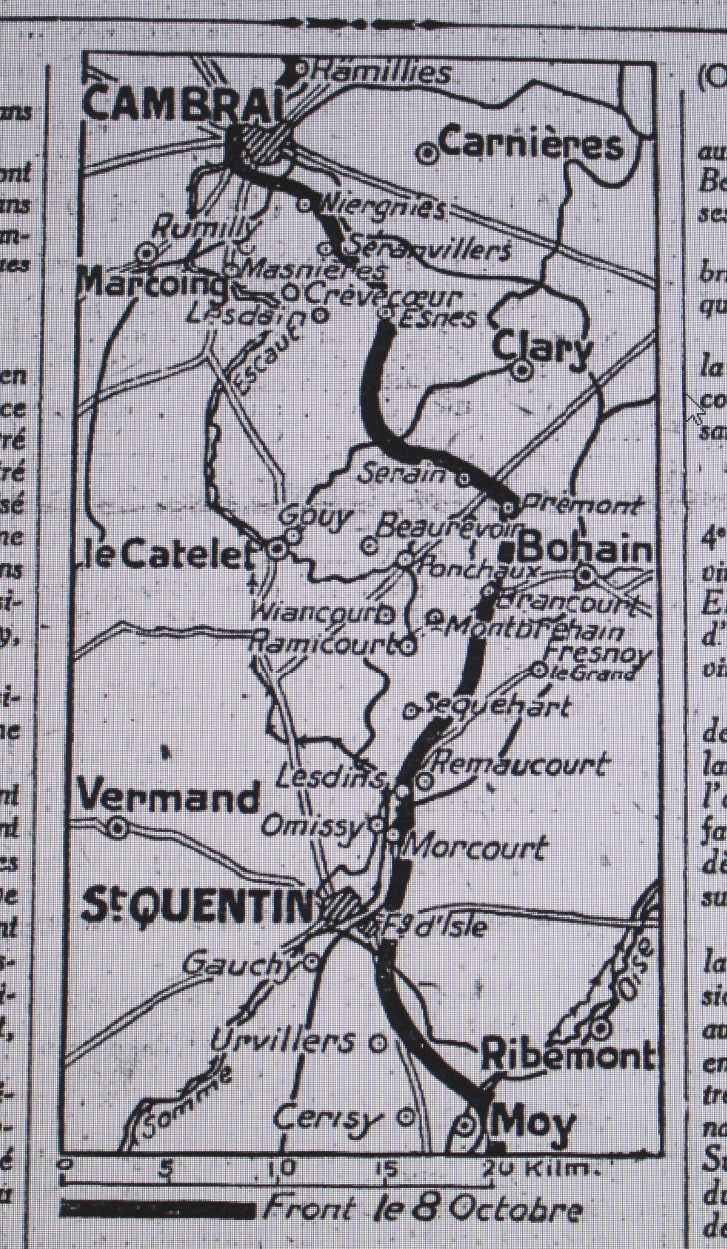
Carte du front le 8 octobre 1918.
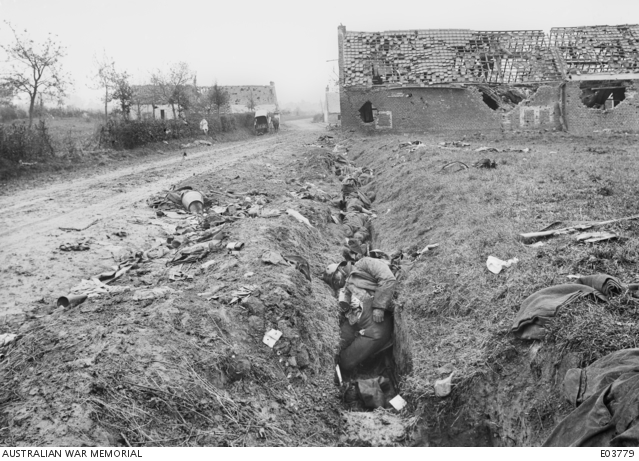
Soldat allemand tué près du hameau de l'« Espagne » (photo de l'armée australienne le 13 octobre 1918).
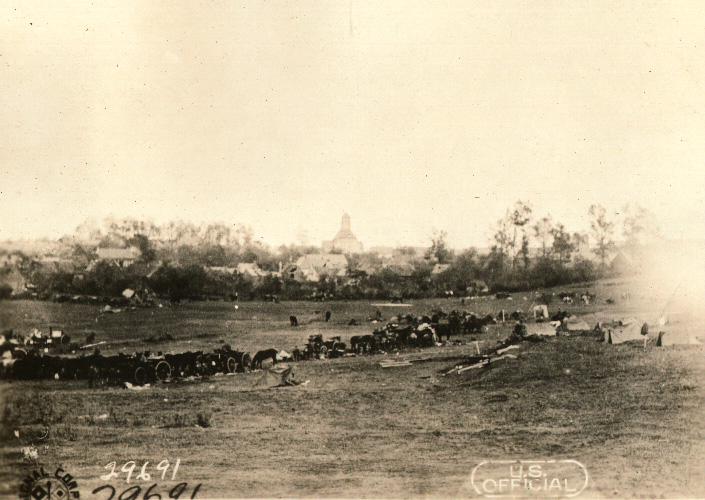
Les troupes alliées aux abords de Montbrehain en octobre 1918.
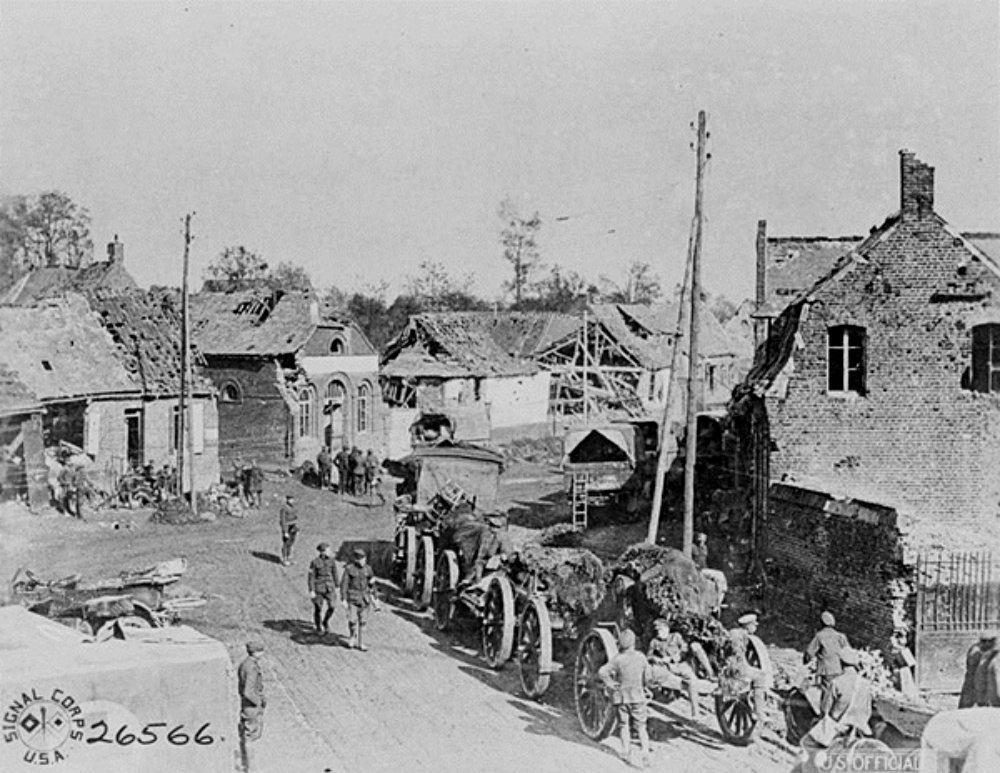
Les armées alliées à Montbrehain fin octobre 1918 (place du monument de nos jours).
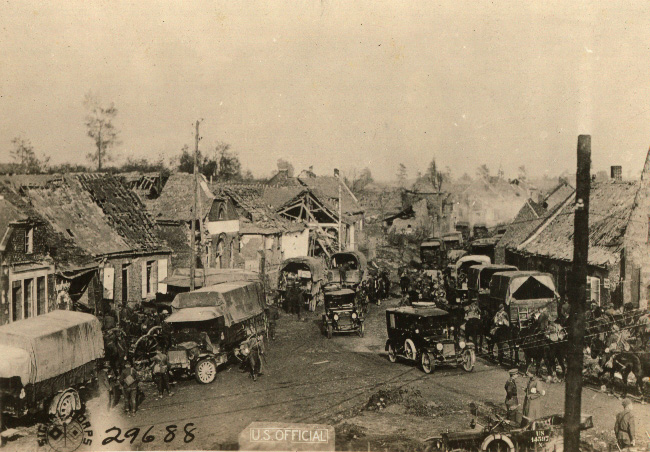
Les armées alliées à Montbrehain le 13 octobre 1918 (place du monument de nos jours).

La population a été déportée quelques jours plus tôt pour servir d'otages aux troupes allemandes durant leur retraite. Au cours de ces combats, six civils (personnes âgées ayant refusé d'être évacuées) ont été tués à leur domicile par les bombardements qui ont provoqué de nombreuses destructions.
La défense du secteur fut ensuite confiée le 6 octobre aux troupes américaines et Montbrehain devint le quartier général de la 30e division américaine. La défense du secteur fut ensuite confiée le 6 octobre aux troupes américaines et Montbrehain devint le quartier général de la 30e division américaine.
Après l'Armistice, peu à peu, les habitants évacués sont revenus, mais la population de 1 608 en 1911 ne sera plus que de 1 296 en 1921.

Vu les souffrances endurées par la population pendant les quatre années d'occupation et les dégâts aux constructions, la commune s'est vu décerner la Croix de guerre 1914-1918 le 17 octobre 1920,.
Les soldats australiens et britanniques tués lors de cette bataille reposent dans les trois cimetières militaires.
Sur le monument aux morts sont inscrits les noms des 50 Montbrehainois morts pour la France et des 65 civils.

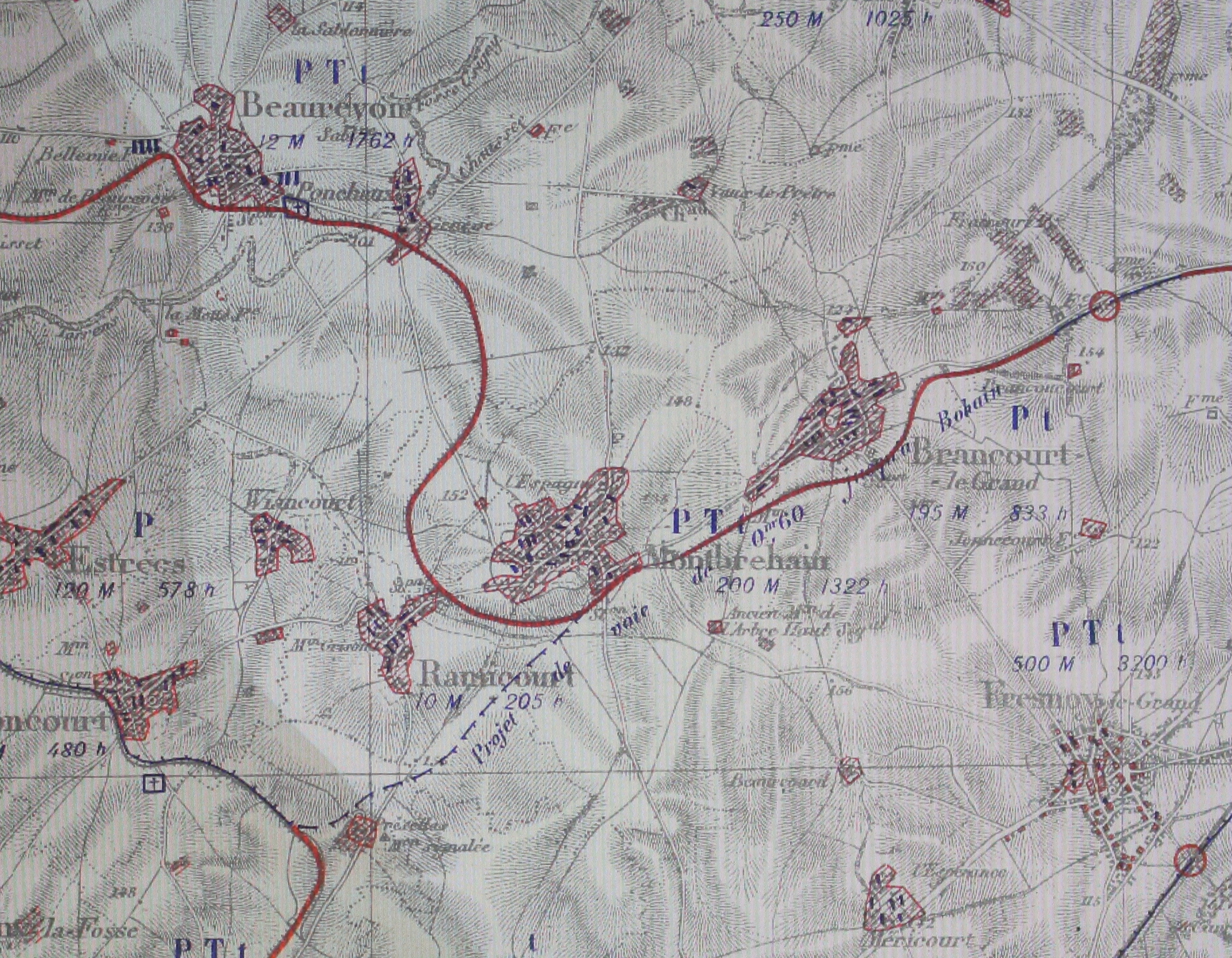
Carte montrant les destructions subies par Montbrehain.
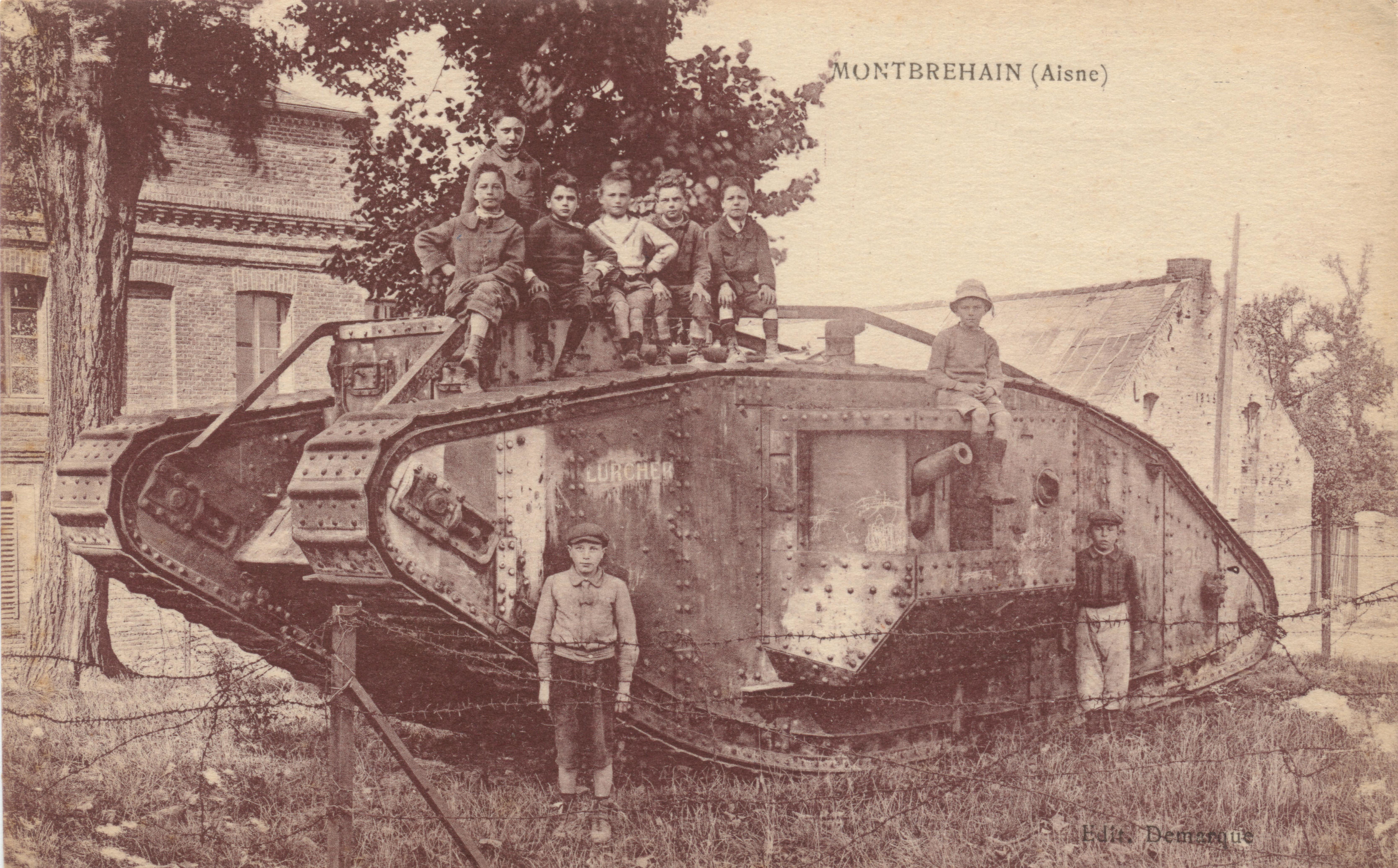
Tank MARK IV anglais détruit lors de la Bataille de Montbrehain le 5 octobre 1918 qui servira de terrain de jeu aux enfants du village jusqu'en 1942.
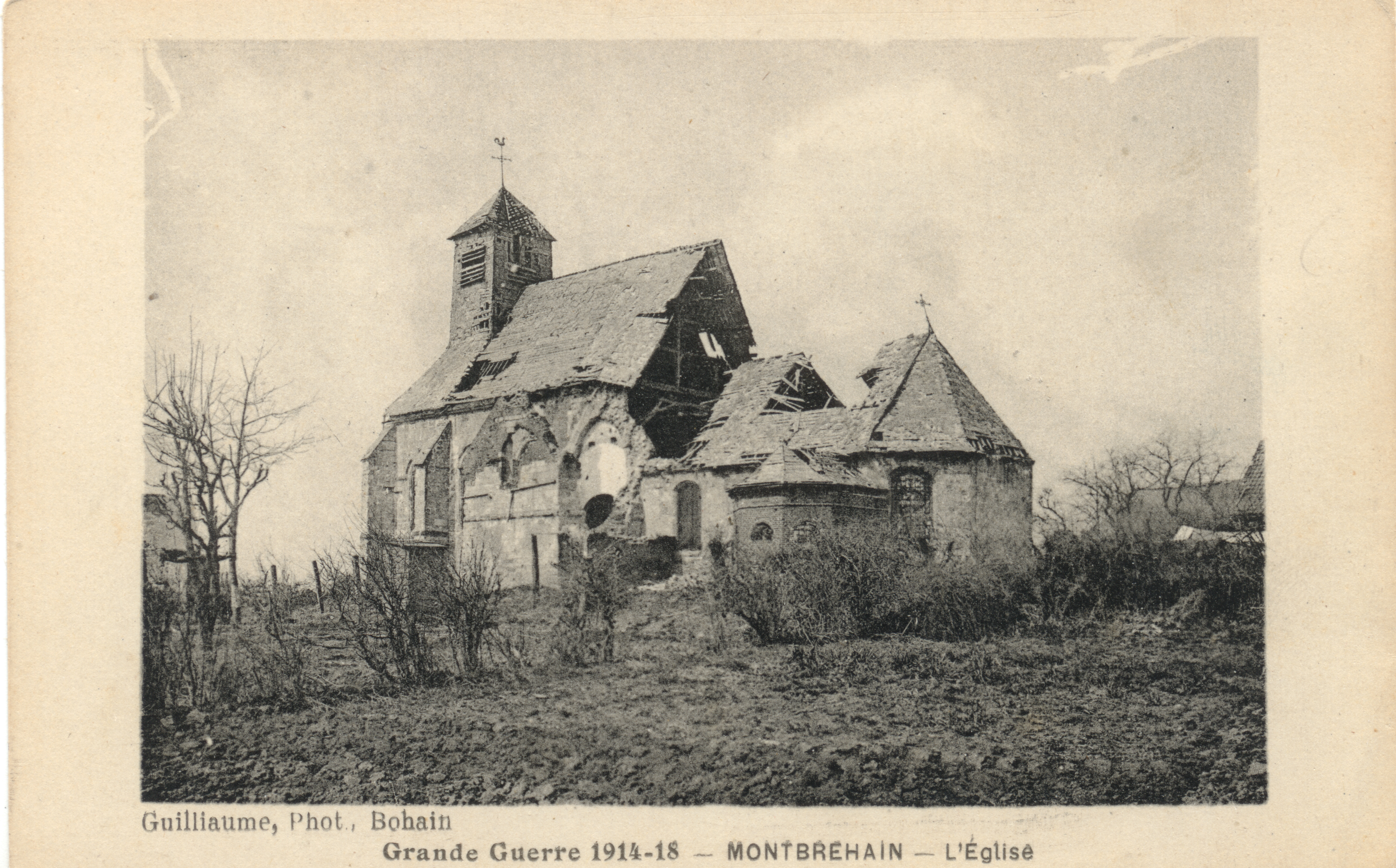
Ruines de l'église détruite lors des combats d'octobre 1917.

### Centenaire de la libération de Montbrehain
Le vendredi 5 octobre 2018, soit 100 ans jour pour jour après la libération du village, une importante cérémonie a eu lieu au Monument aux morts, devant l'hôtel de ville et dans le cimetière du calvaire où sont inhumés 40 soldats australiens tombés lors de la prise de Montbrehain, en présence de M. l'Ambassadeur d'Australie, de personnalités locales, des autorités militaires françaises et australiennes ainsi que de nombreux Australiens et descendants de soldats.

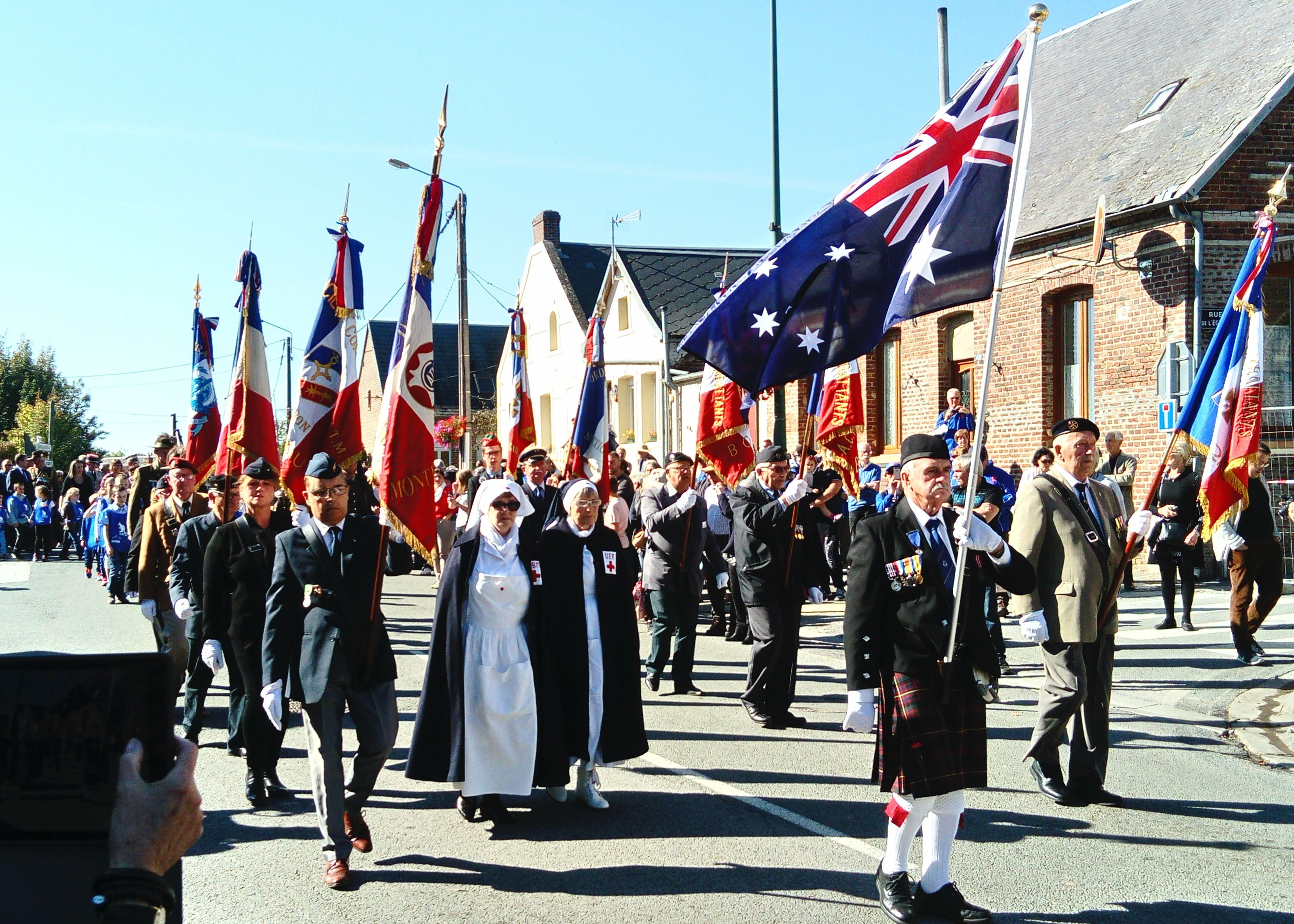
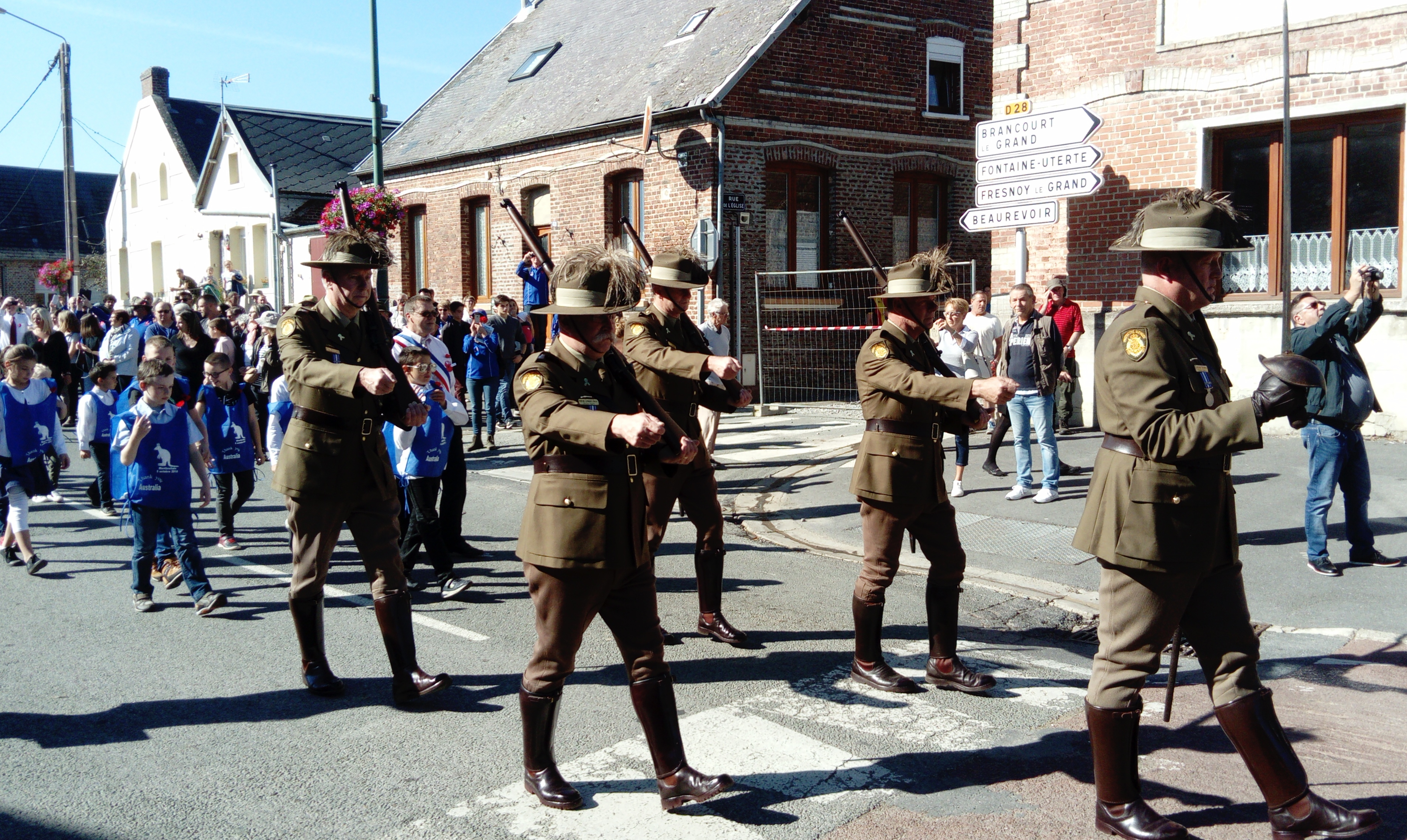
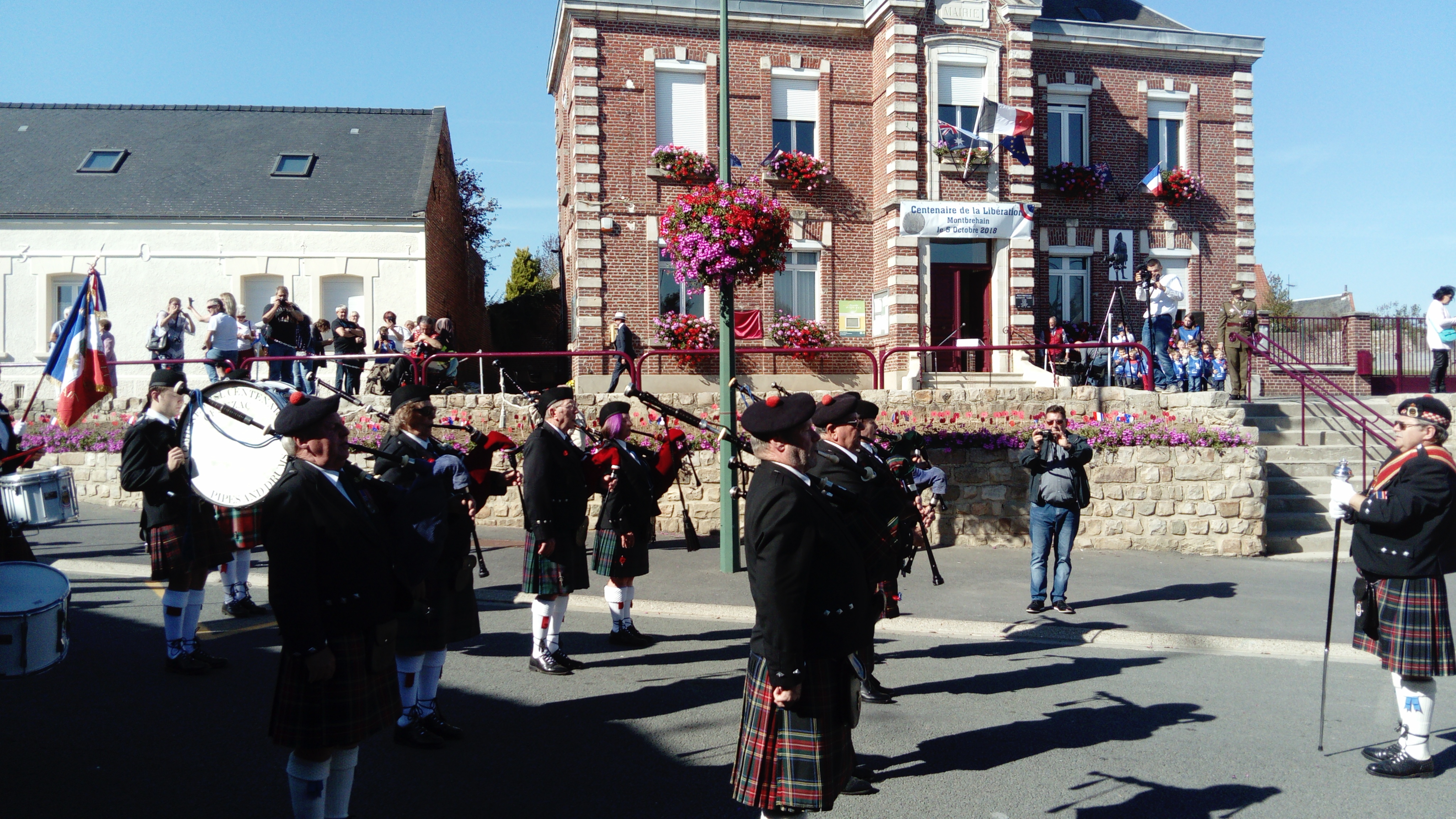
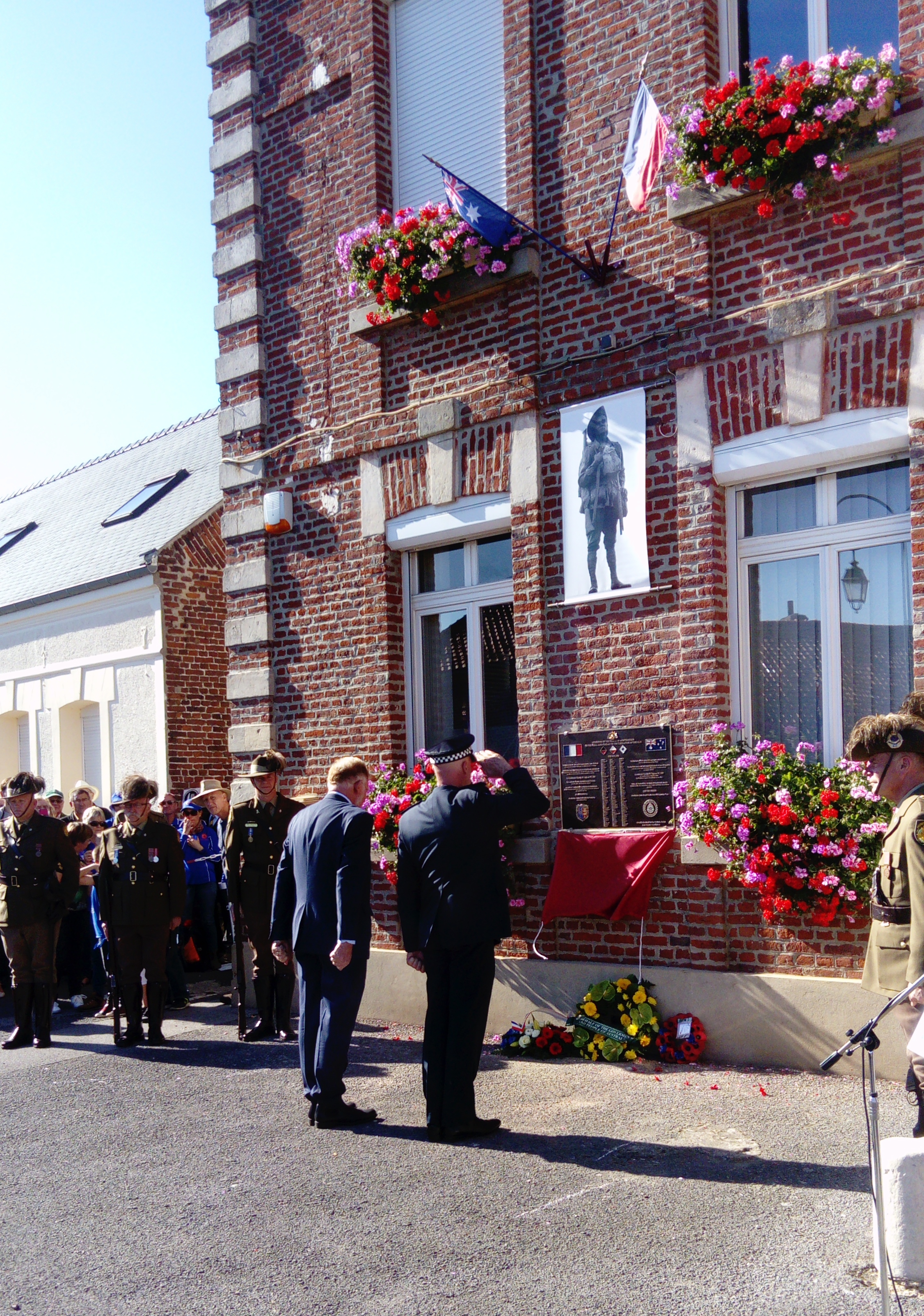
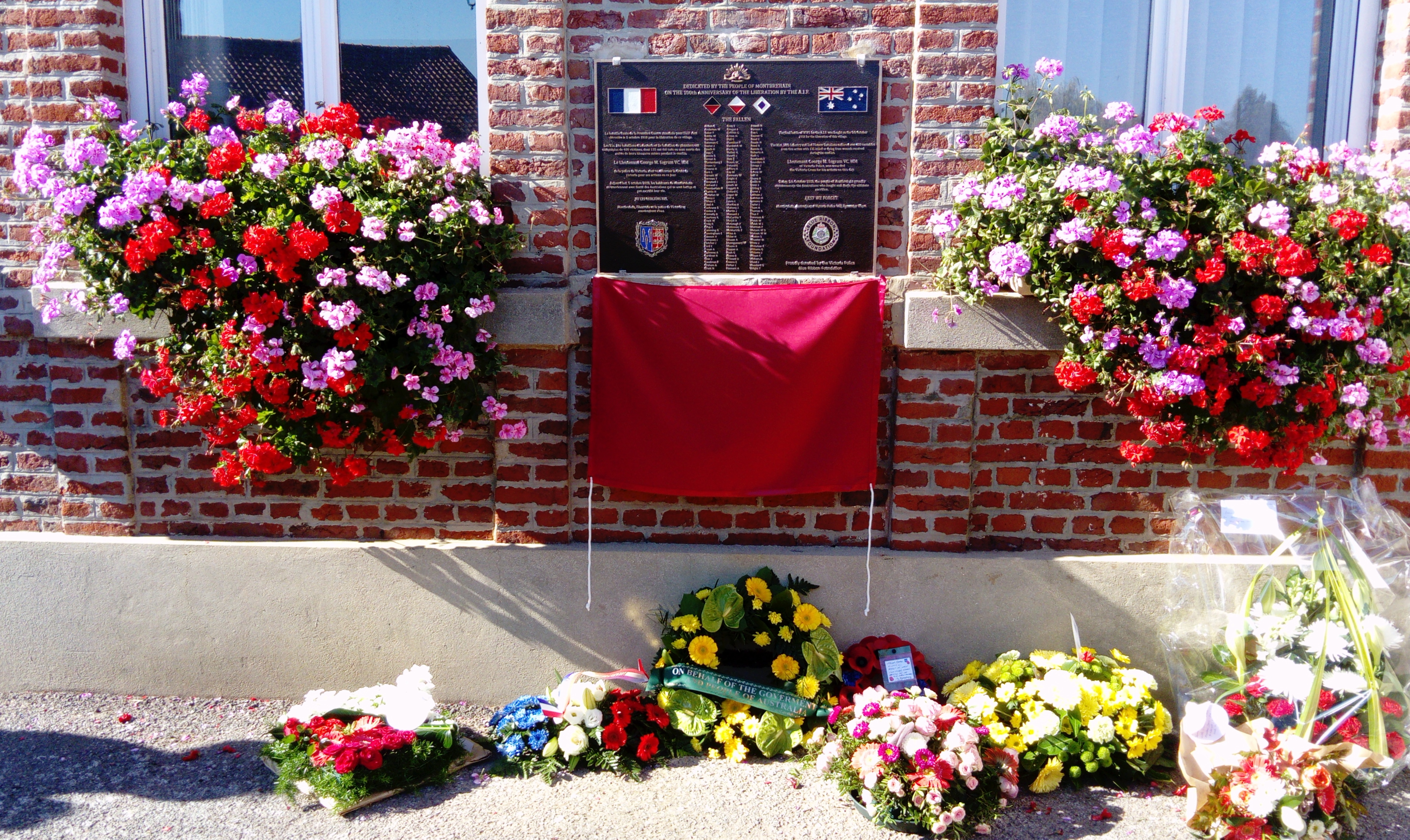
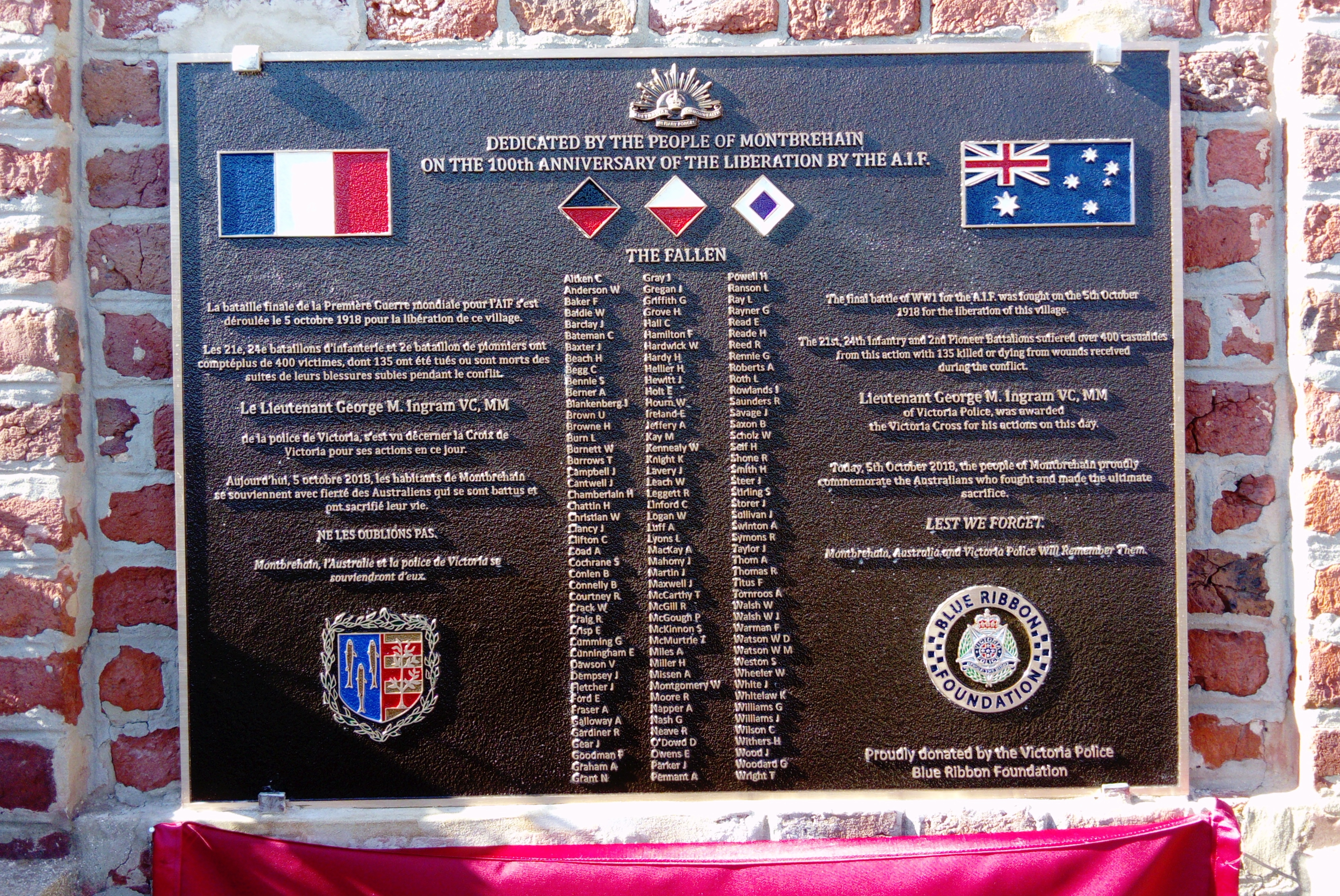
Plaque commémorative inaugurée le 5 octobre 2018.

## Politique et administration

### Découpage territorial
La commune de Montbrehain est membre de la communauté de communes du Pays du Vermandois, un établissement public de coopération intercommunale (EPCI) à fiscalité propre créé le 31 décembre 1993 dont le siège est à Bellicourt. Ce dernier est par ailleurs membre d'autres groupements intercommunaux.
Sur le plan administratif, elle est rattachée à l'arrondissement de Saint-Quentin, au département de l'Aisne et à la région Hauts-de-France. Sur le plan électoral, elle dépend du  canton de Bohain-en-Vermandois pour l'élection des conseillers départementaux, depuis le redécoupage cantonal de 2014 entré en vigueur en 2015, et de la troisième circonscription de l'Aisne  pour les élections législatives, depuis le dernier découpage électoral de 2010.

### Administration municipale
| Période                                  | Période                   | Identité       | Étiquette | Qualité                                                    |
| ---------------------------------------- | ------------------------- | -------------- | --------- | ---------------------------------------------------------- |
| Les données manquantes sont à compléter. |                           |                |           |                                                            |
| avant 1877                               | après 1879                | Camart         |           |                                                            |
| Les données manquantes sont à compléter. |                           |                |           |                                                            |
| avant 1988                               | ?                         | Moïse Dufour   |           |                                                            |
| mars 2001                                | En cours (au 26 mai 2020) | Gabriel Dirson | DVD       | Retraité de l'enseignement Réélu pour le mandat 2020-2026, |

## Démographie
L'évolution du nombre d'habitants est connue à travers les recensements de la population effectués dans la commune depuis 1793. Pour les communes de moins de 10 000 habitants, une enquête de recensement portant sur toute la population est réalisée tous les cinq ans, les populations de référence des années intermédiaires étant quant à elles estimées par interpolation ou extrapolation. Pour la commune, le premier recensement exhaustif entrant dans le cadre du nouveau dispositif a été réalisé en 2007.

En 2022, la commune comptait 813 habitants, en évolution de −1,22 % par rapport à 2016 (Aisne : −1,97 %, France hors Mayotte : +2,11 %).
| 1793  | 1800  | 1806  | 1821  | 1831  | 1836  | 1841  | 1846  | 1851  |
| ----- | ----- | ----- | ----- | ----- | ----- | ----- | ----- | ----- |
| 1 481 | 1 511 | 1 494 | 1 493 | 1 795 | 1 818 | 1 865 | 1 905 | 2 023 |

| 1856  | 1861  | 1866  | 1872  | 1876  | 1881  | 1886  | 1891  | 1896  |
| ----- | ----- | ----- | ----- | ----- | ----- | ----- | ----- | ----- |
| 1 964 | 2 074 | 2 047 | 1 922 | 1 922 | 1 825 | 1 707 | 1 567 | 1 598 |

| 1901  | 1906  | 1911  | 1921  | 1926  | 1931  | 1936  | 1946  | 1954  |
| ----- | ----- | ----- | ----- | ----- | ----- | ----- | ----- | ----- |
| 1 570 | 1 604 | 1 608 | 1 296 | 1 364 | 1 275 | 1 244 | 1 084 | 1 176 |

| 1962  | 1968  | 1975 | 1982 | 1990 | 1999 | 2006 | 2007 | 2012 |
| ----- | ----- | ---- | ---- | ---- | ---- | ---- | ---- | ---- |
| 1 121 | 1 064 | 986  | 926  | 898  | 909  | 822  | 809  | 835  |

| 2017 | 2022 | - | - | - | - | - | - | - |
| ---- | ---- | - | - | - | - | - | - | - |
| 810  | 813  | - | - | - | - | - | - | - |

## Culture locale et patrimoine

### Lieux et monuments
- Temple protestant, rue du Temple, construit en 1926 en remplacement de l'ancien construit en 1820 et détruit au cours de la Première Guerre mondiale.
- Monument aux morts.

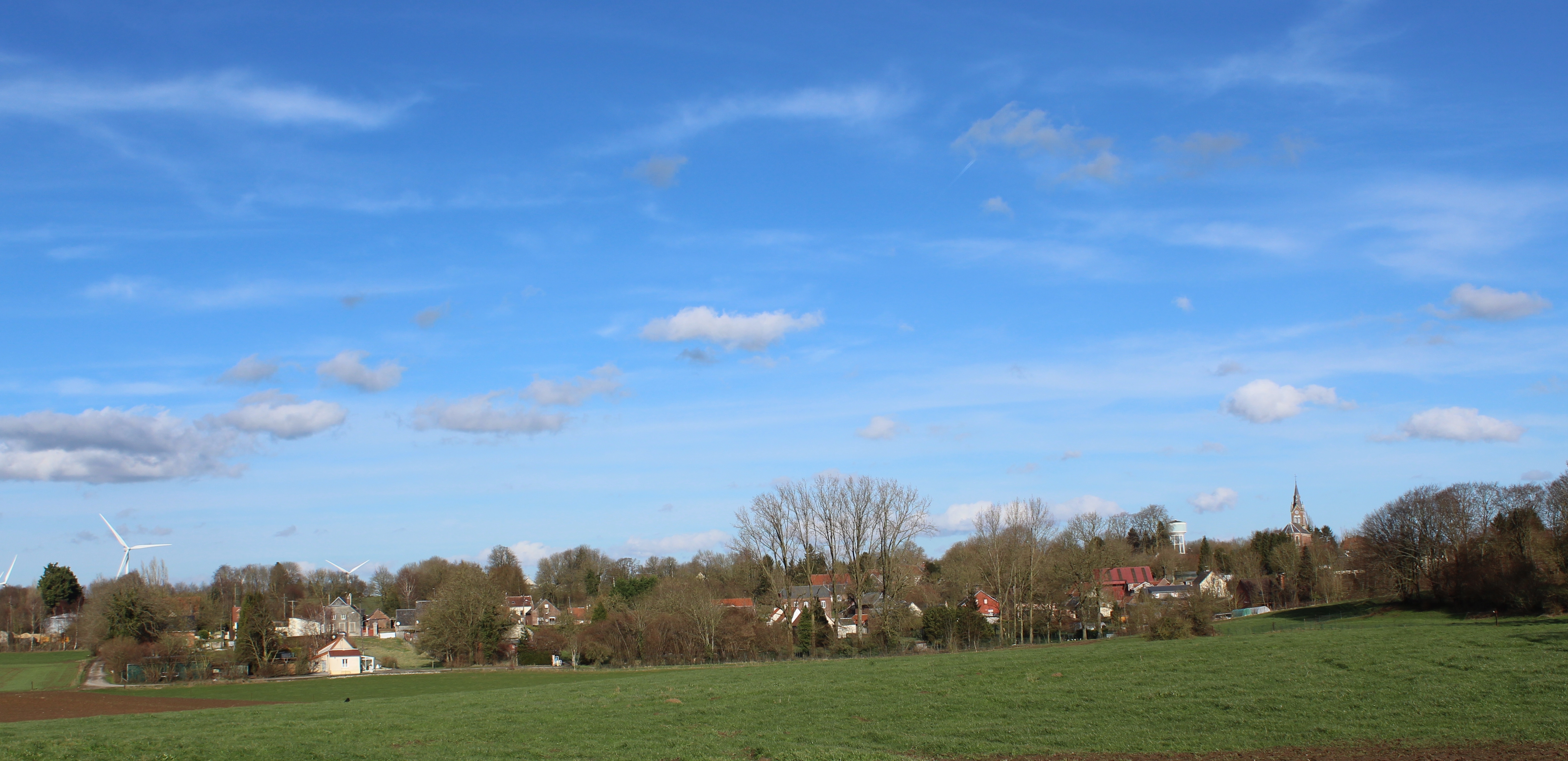
Panorama du village
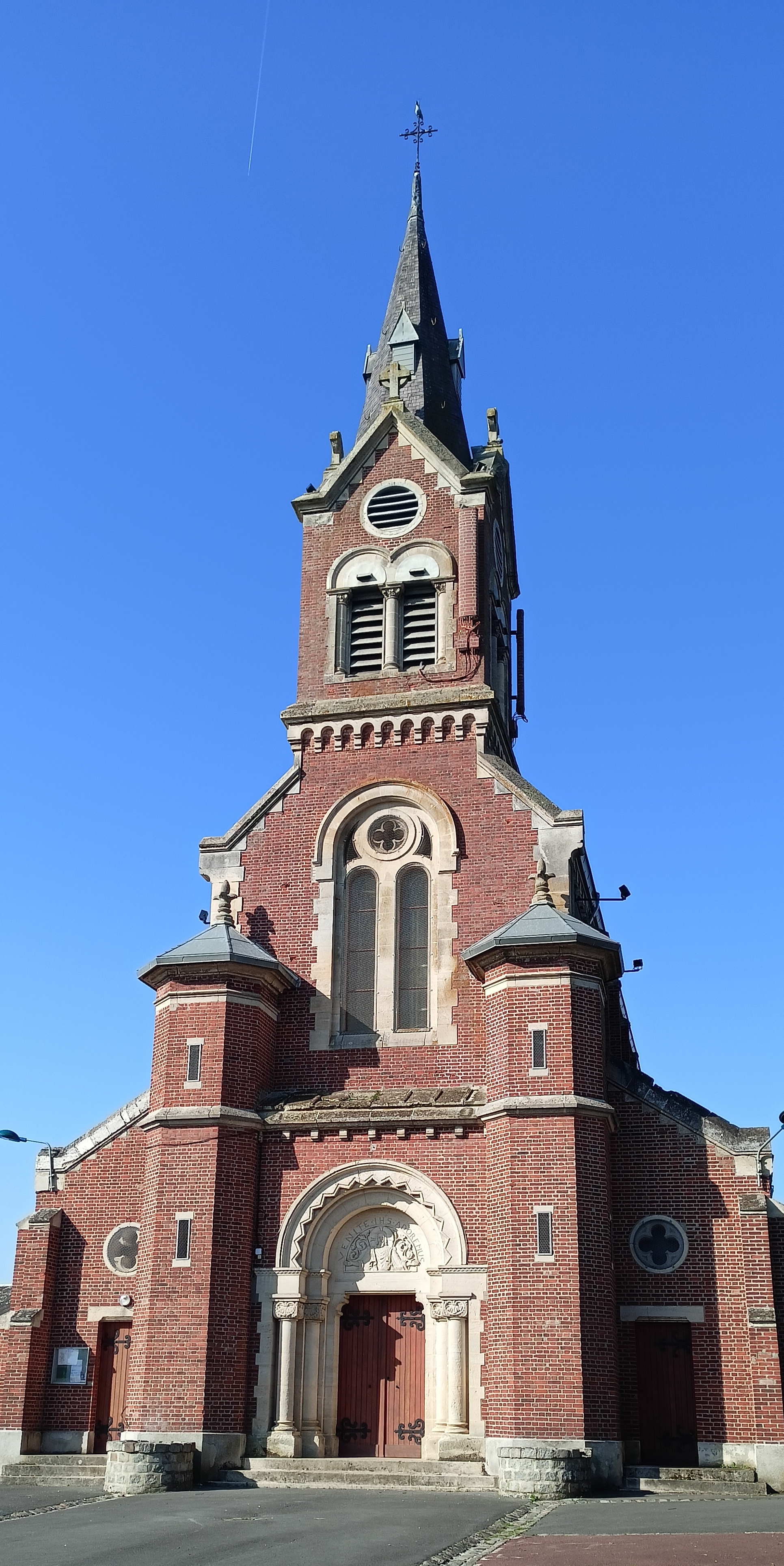
L'église Saint Martin.
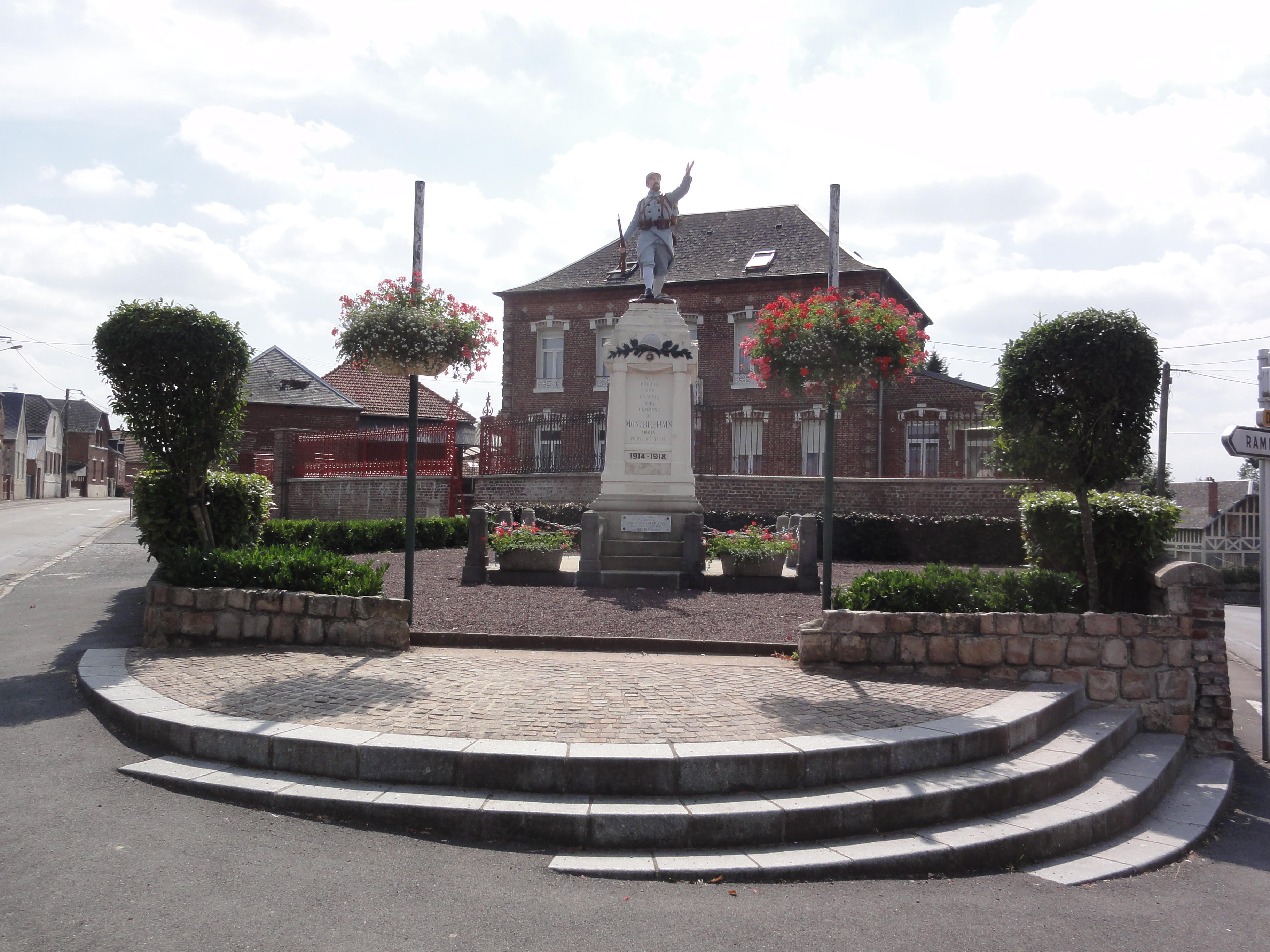
Monument aux morts.
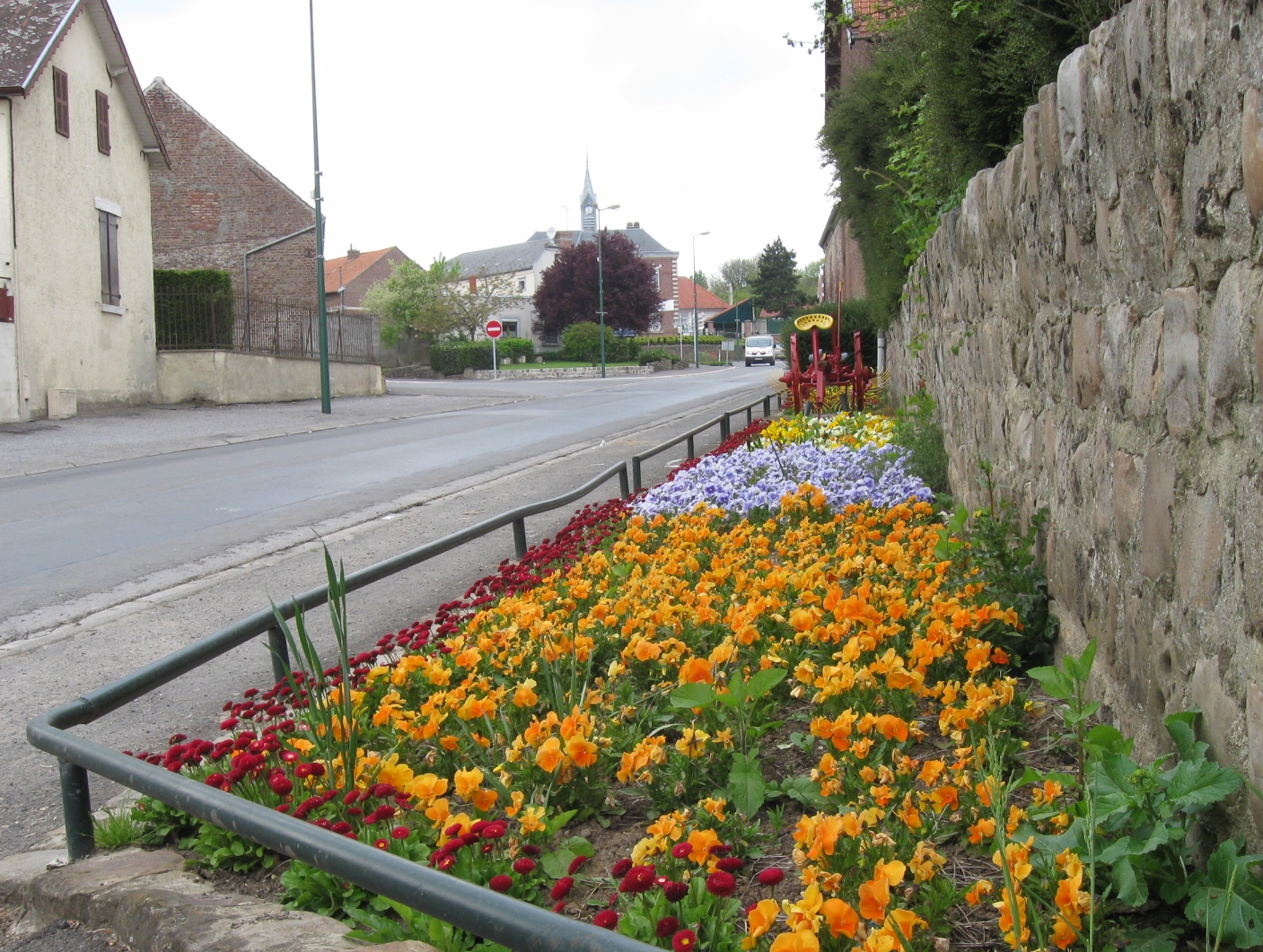
La rue de Chantraine et la mairie.
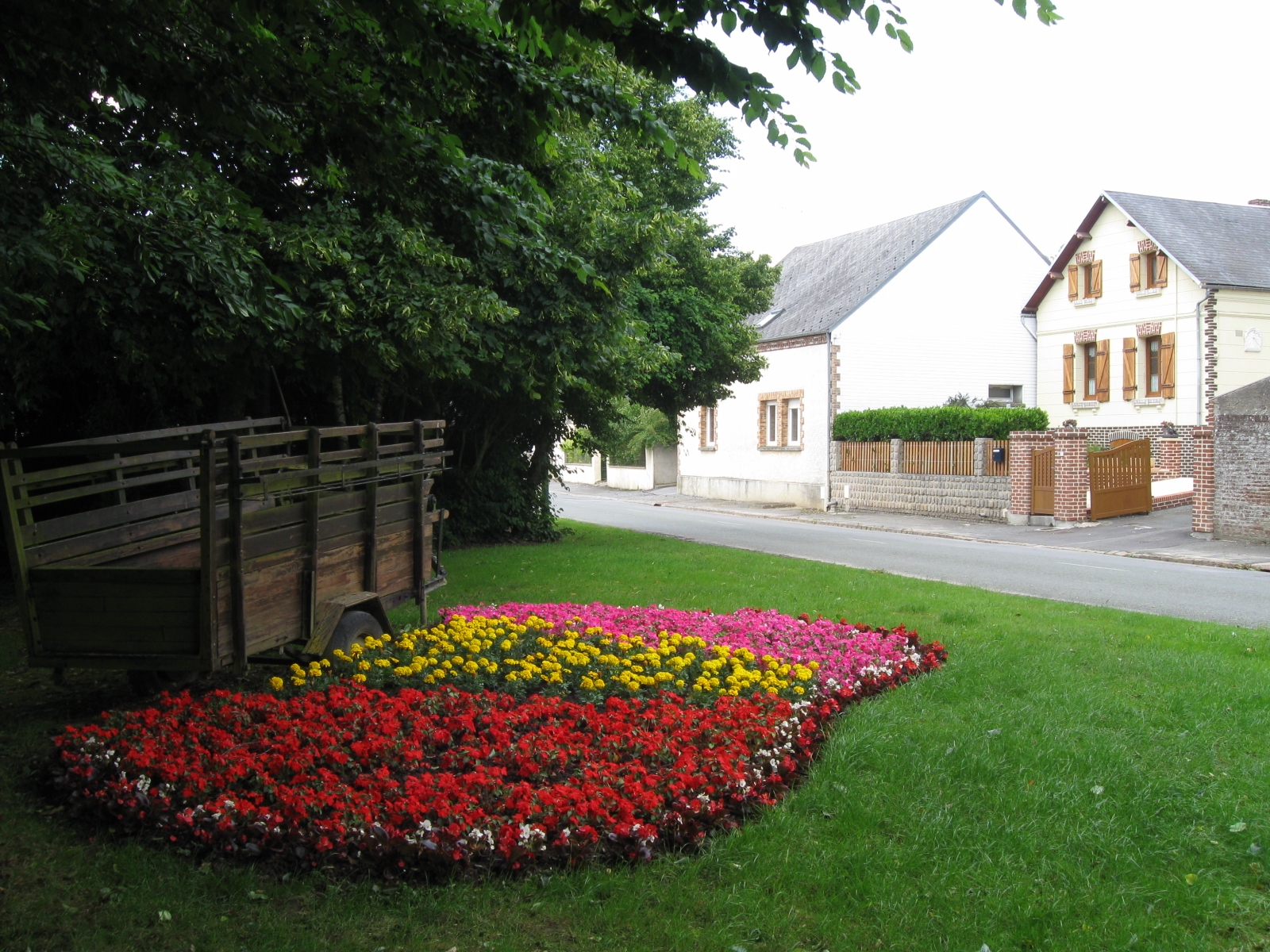
La rue de Verdun.
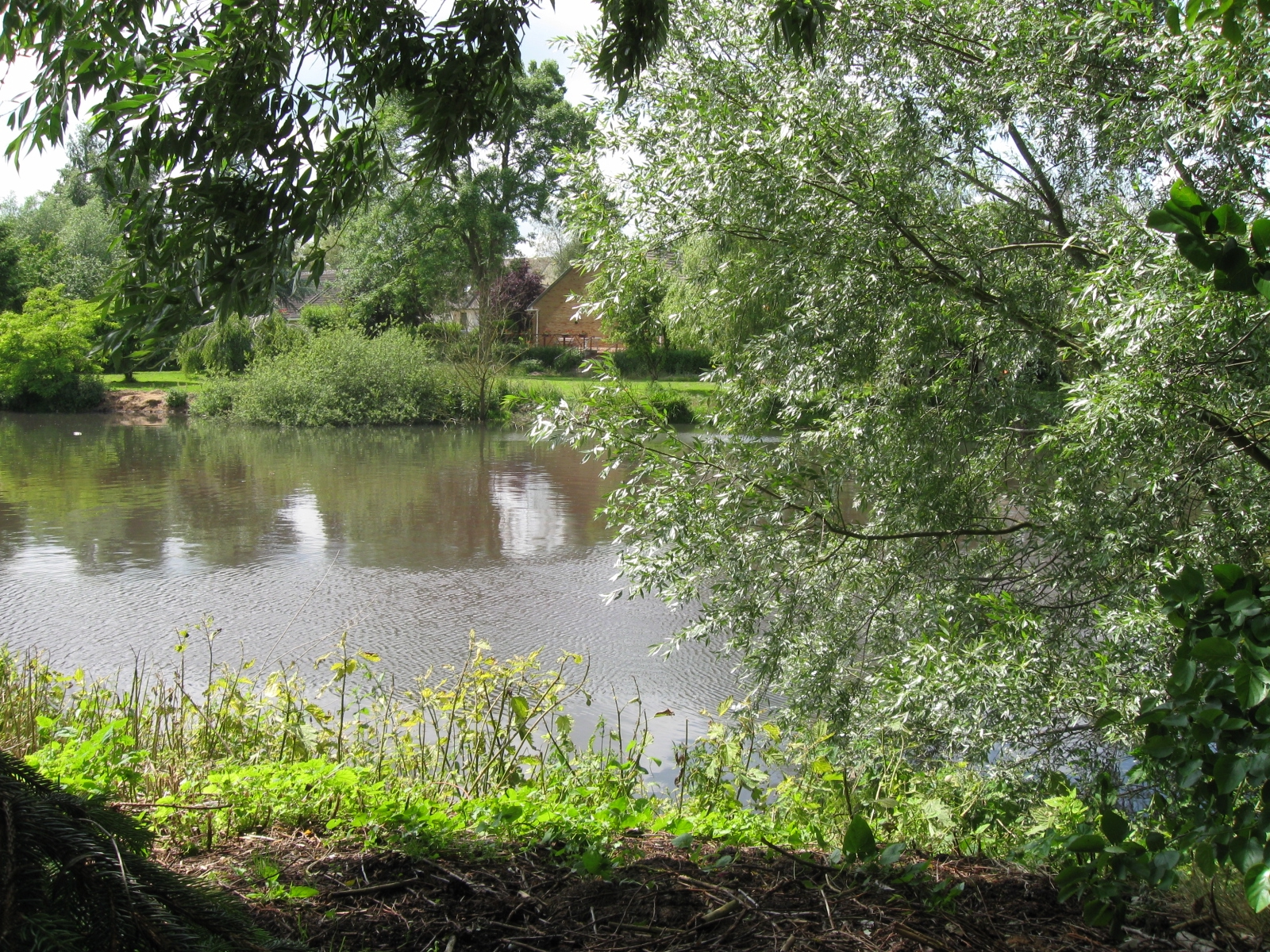
Un coin de l'étang rue de Verdun.

- Trois cimetières militaires britanniques (cimetières de la Commonwealth War Graves Commission) de la Première Guerre mondiale :

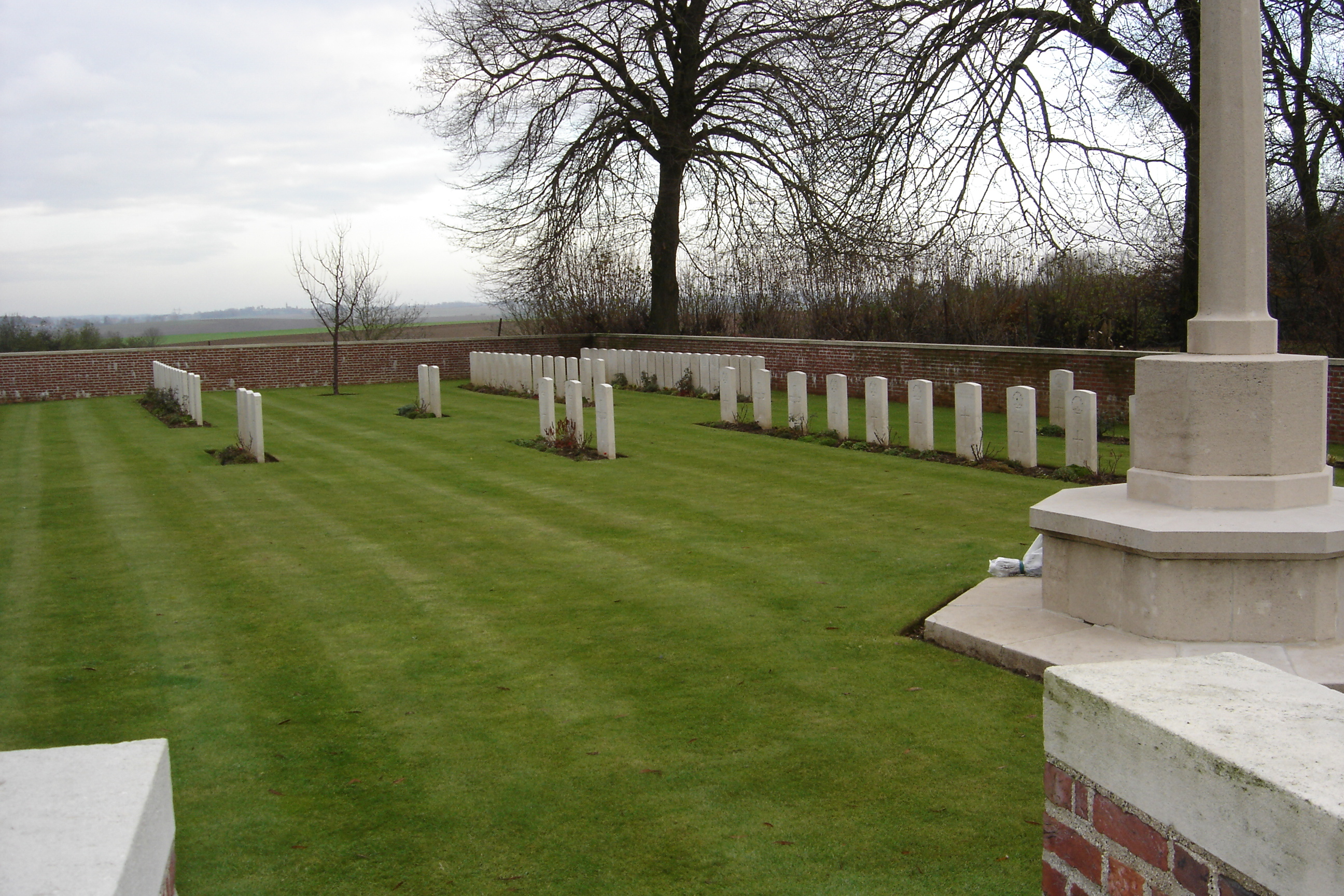
Calvaire Cemetery.
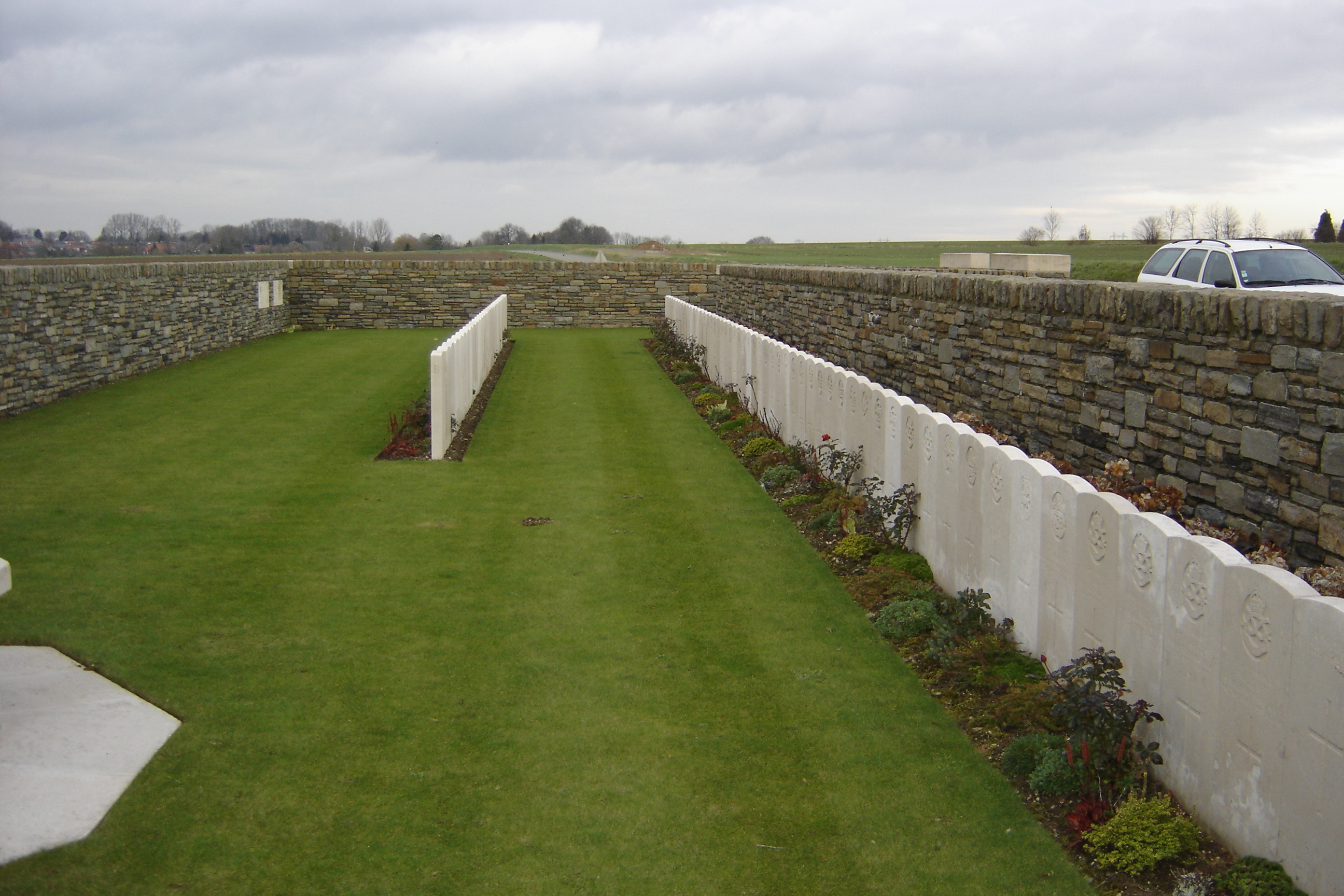
Montbrehain British Cemetery.
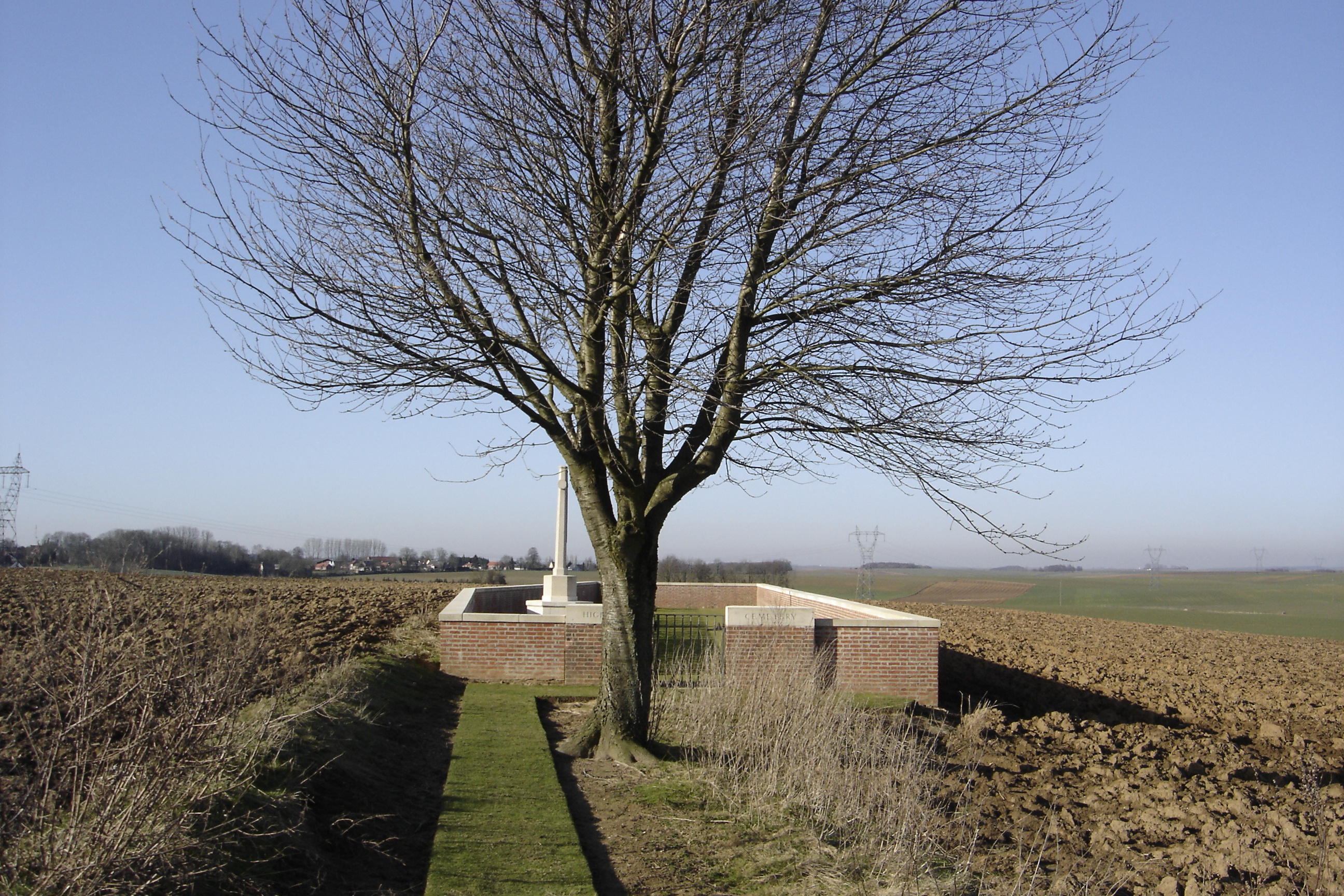
Higt Tree Cemetery.

### Cartes postales anciennes : avant la guerre 14

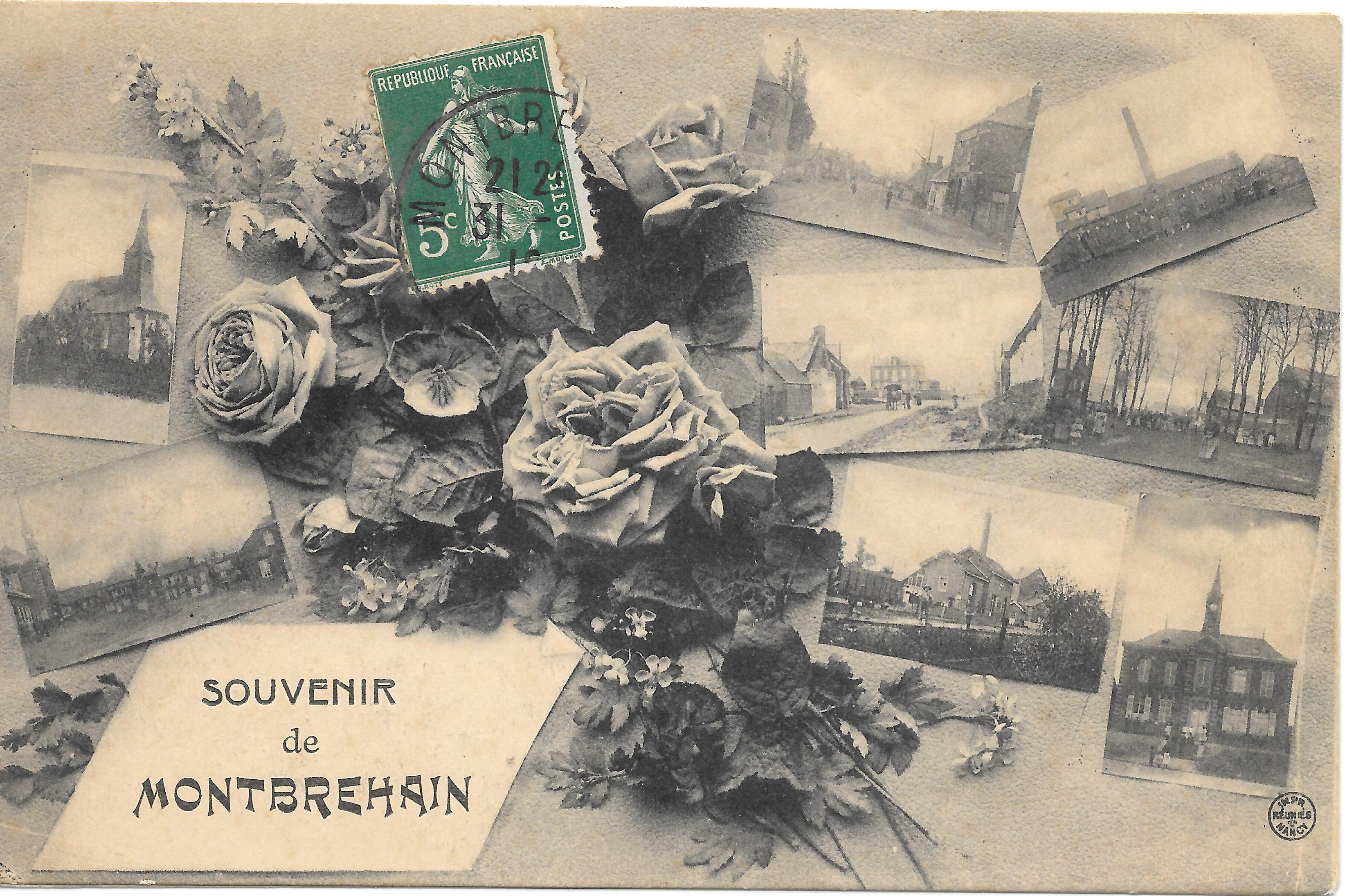
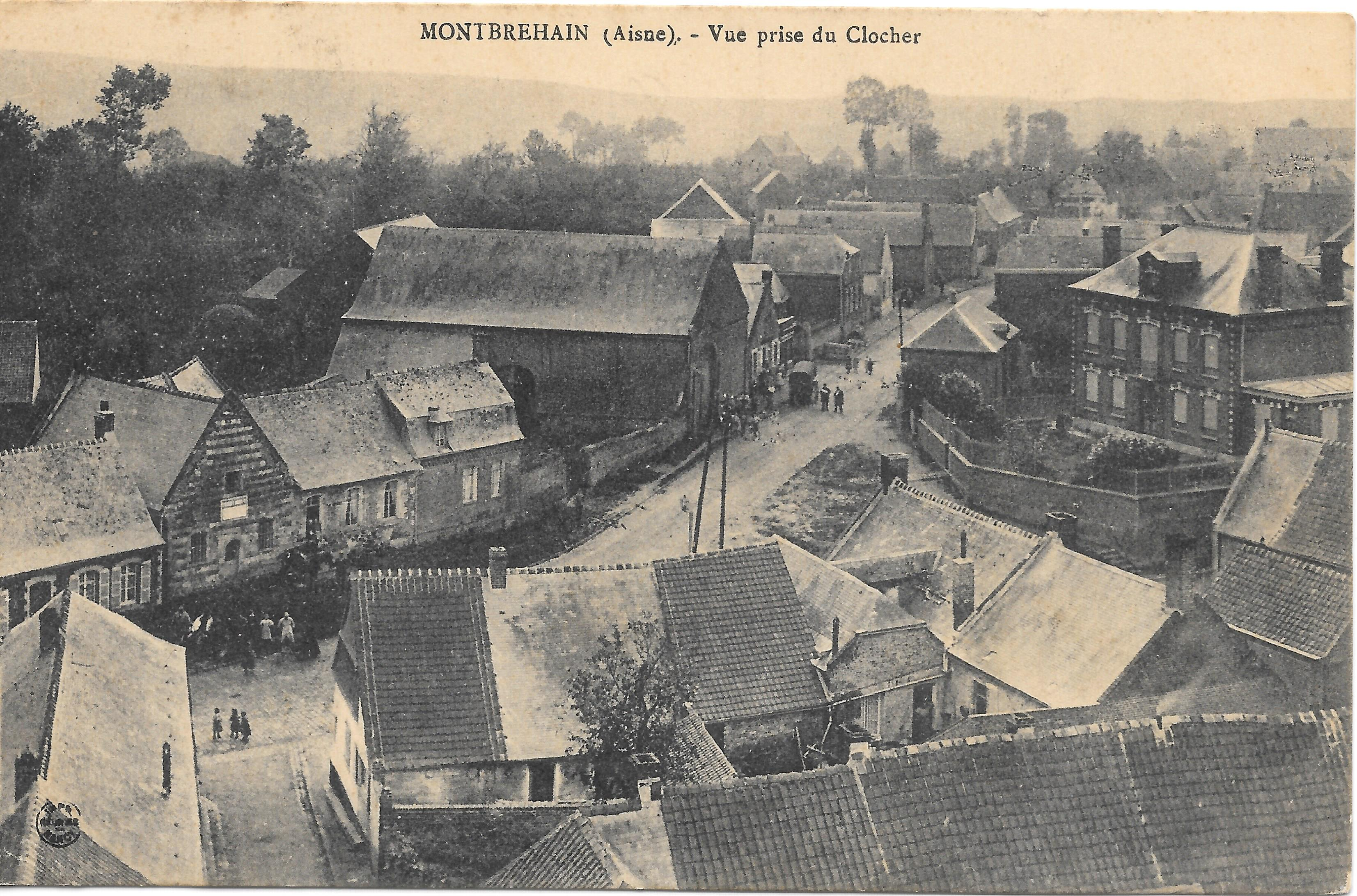
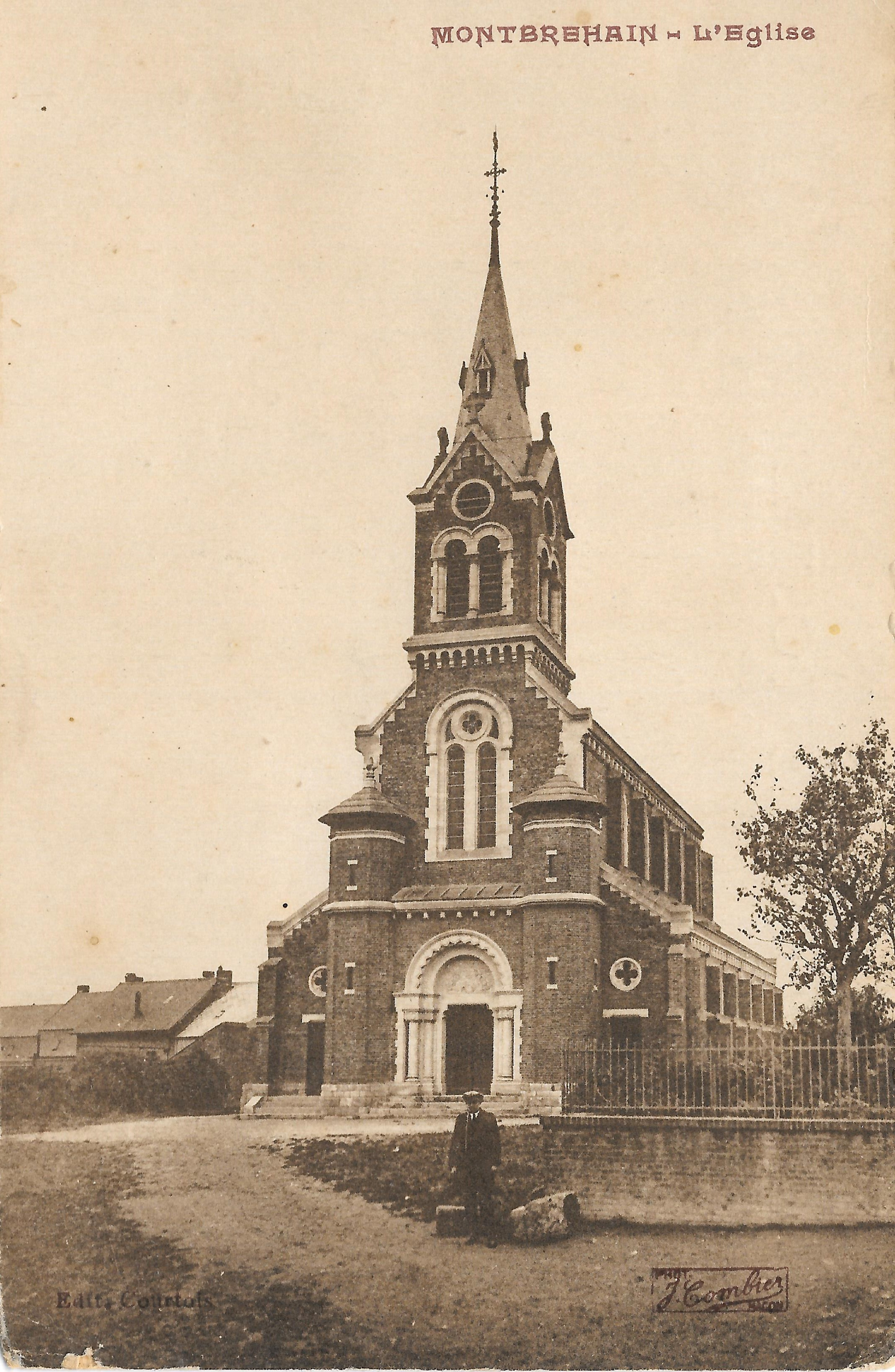
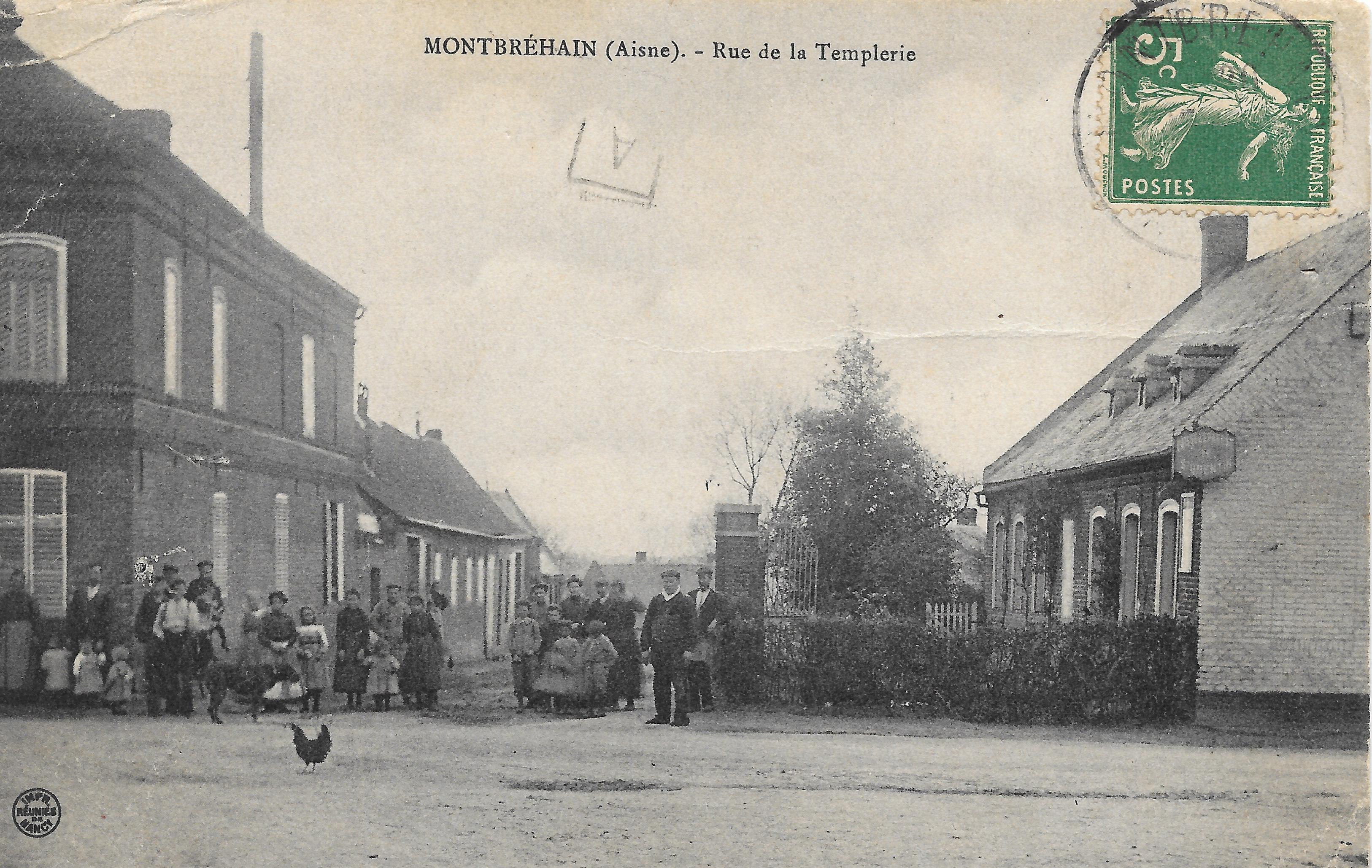
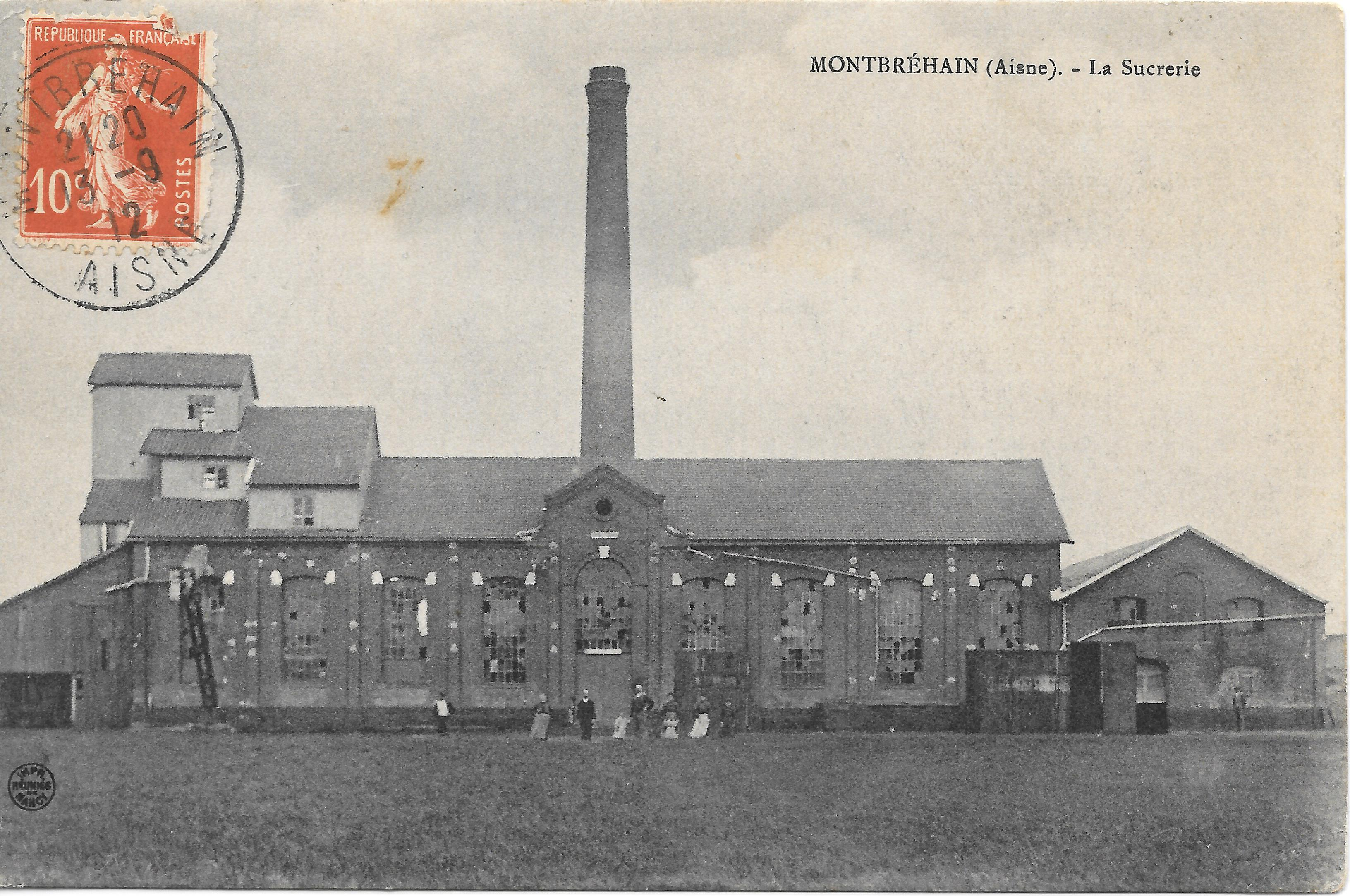
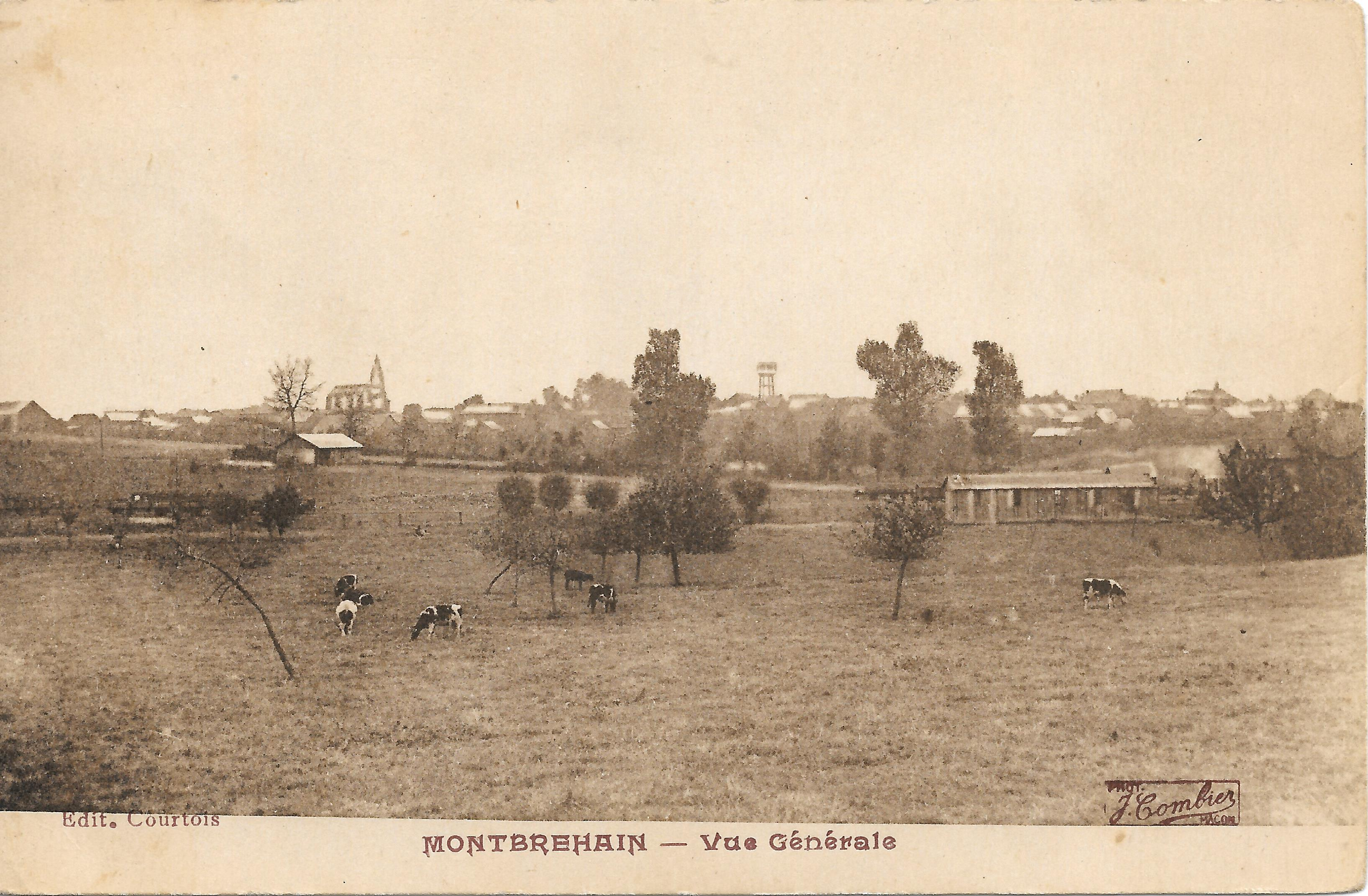

### Cartes postales anciennes : après la guerre 14

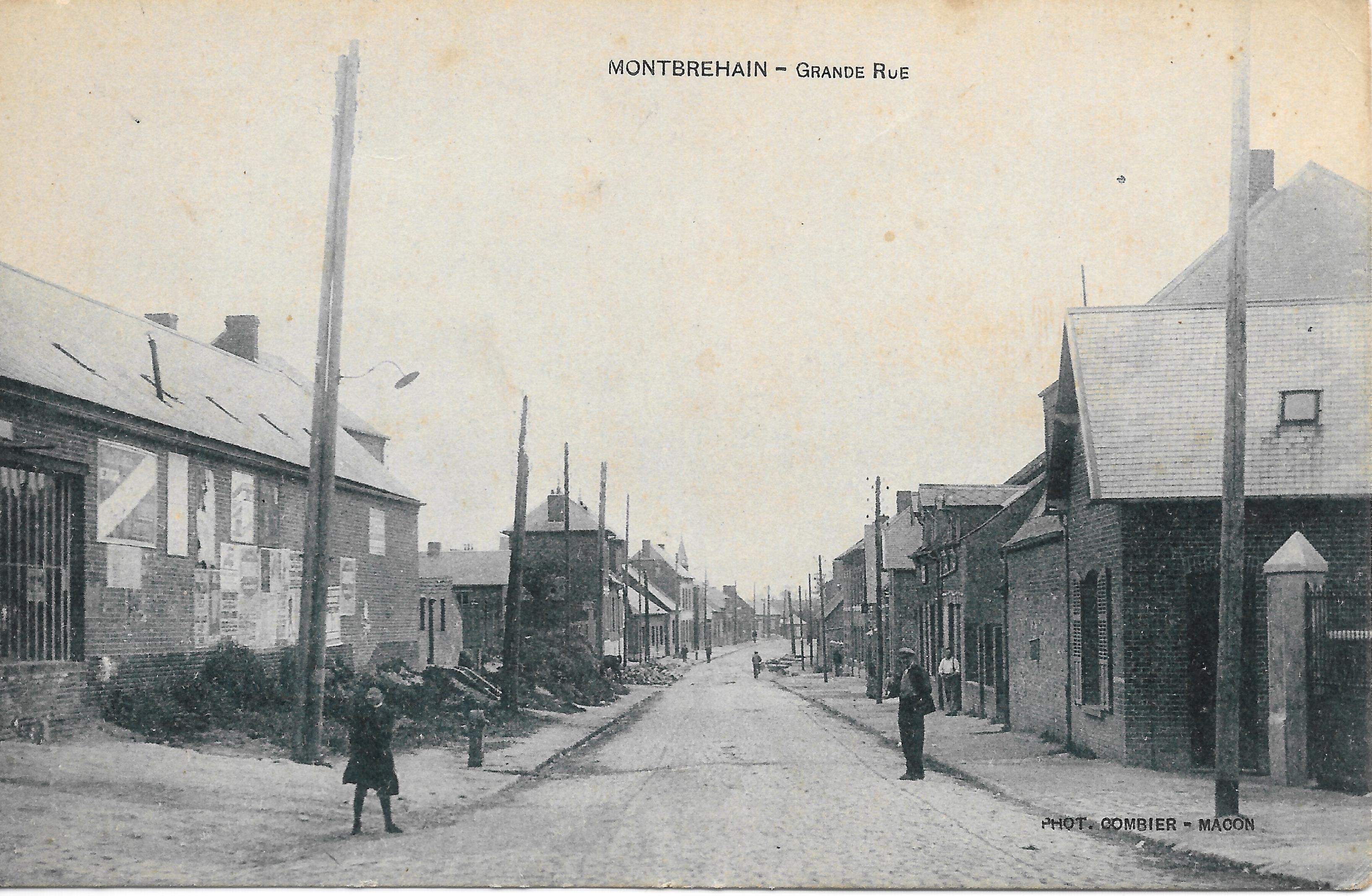
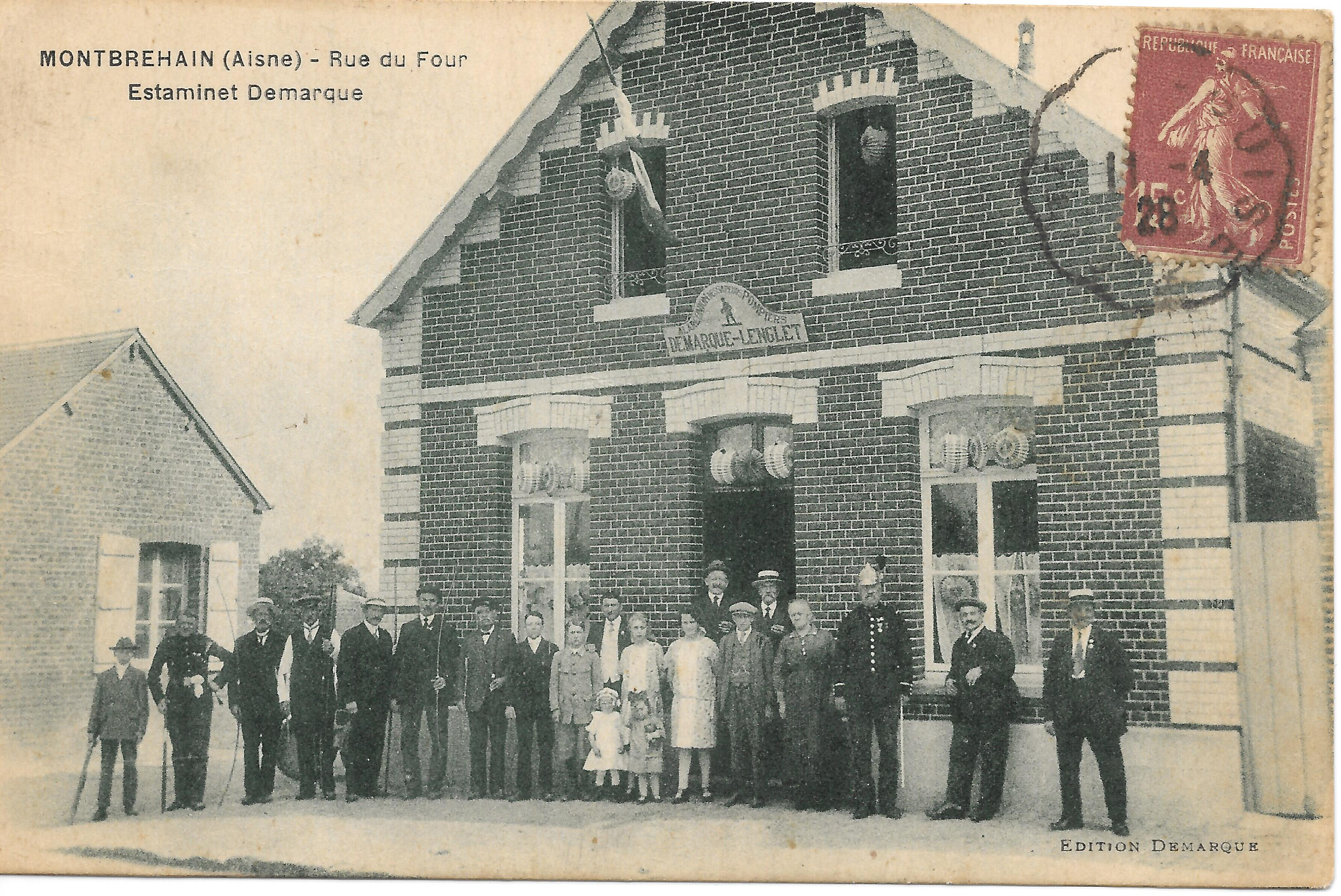
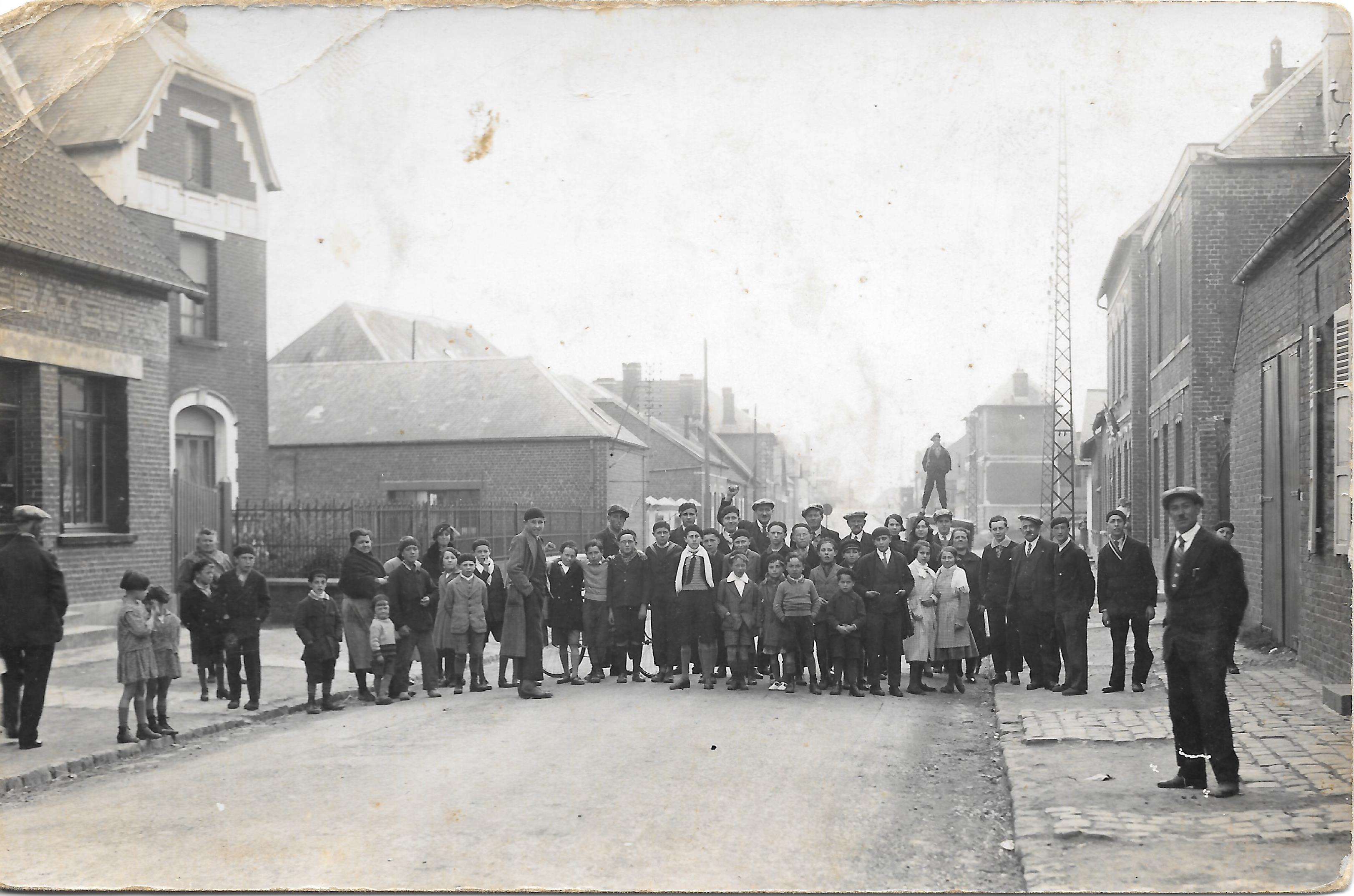
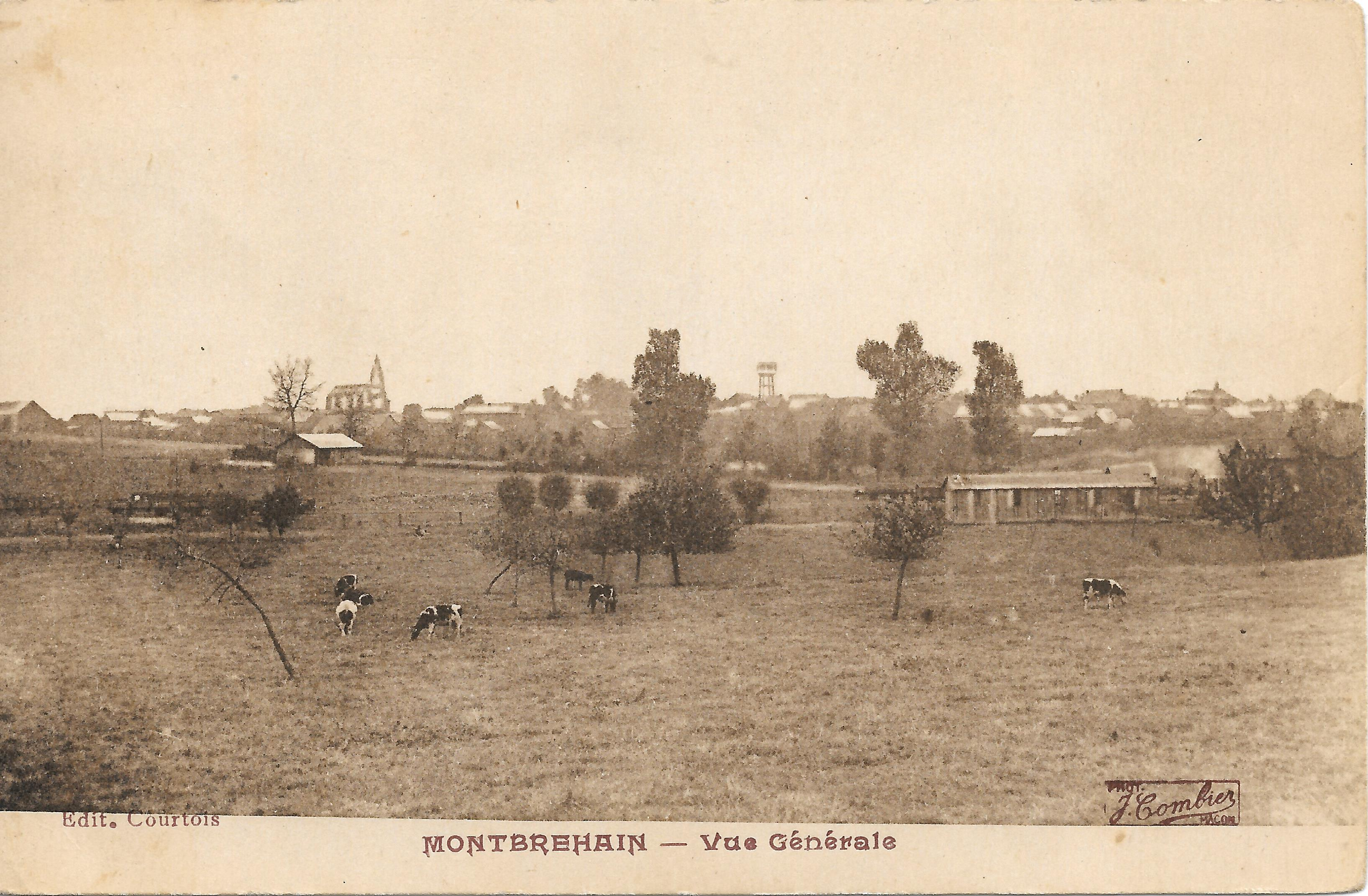
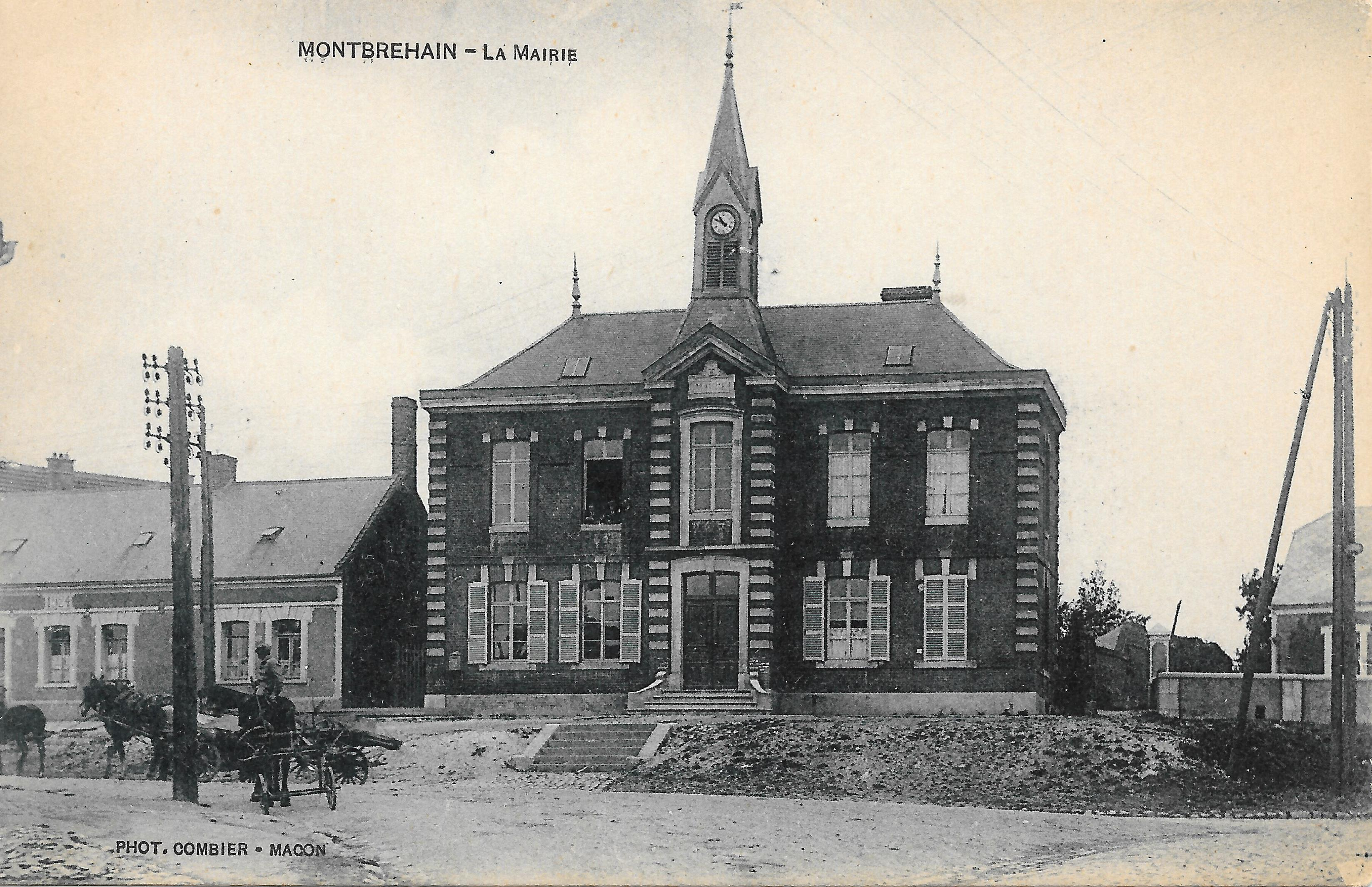
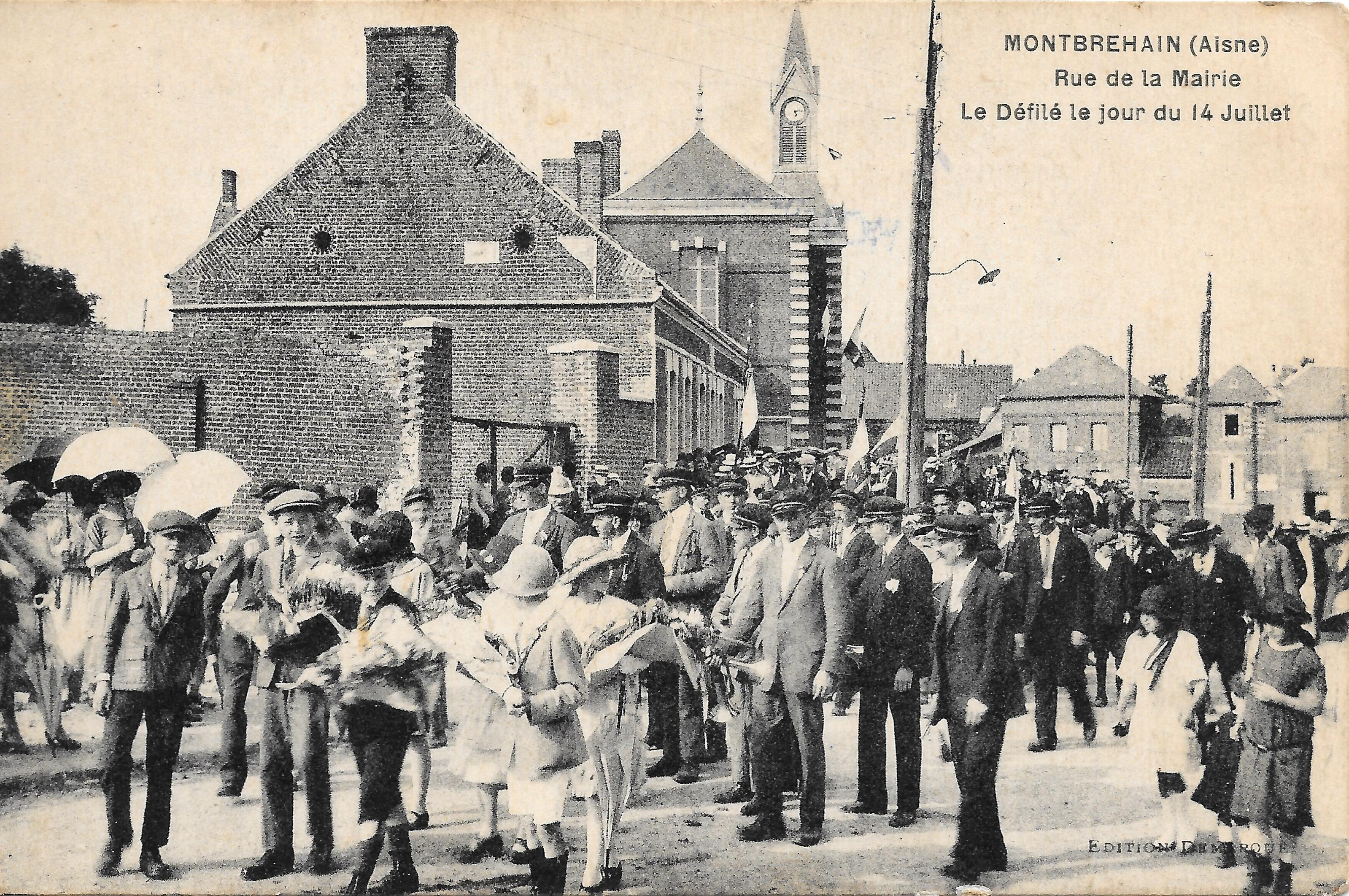

## Expressions populaires
Il ne feu pan mélinger Es'quart (Sequehart) aveuc El' vergies (Levergies), dit-on dans le village lorsque l'on se trompe de bouton en passant sa chemise.

### Héraldique
| Blason de Montbrehain | Blason  | Parti : au premier d'azur aux trois poissons d'or posés en pal, au second d'or aux trois fasces de gueules, à la plante arrachée de sinople, les feuilles d'argent brochant sur le tout. Ornements extérieursCroix de guerre 1914-1918 |
| Blason de Montbrehain | Détails | Le statut officiel du blason reste à déterminer. |

### Personnalités liées à la commune
- Jean de Montbrehain, abbé du Mont Saint Martin, mort en 1436[14].
- P.-Fr. Lévêque, militaire intrépide du temps de l'Empire[14].